# Audi A6
Audi A6 – samochód osobowy klasy wyższej produkowany pod niemiecką marką Audi od 1994 roku. Od 2025 roku produkowana jest szósta generacja modelu.

## Pierwsza generacja

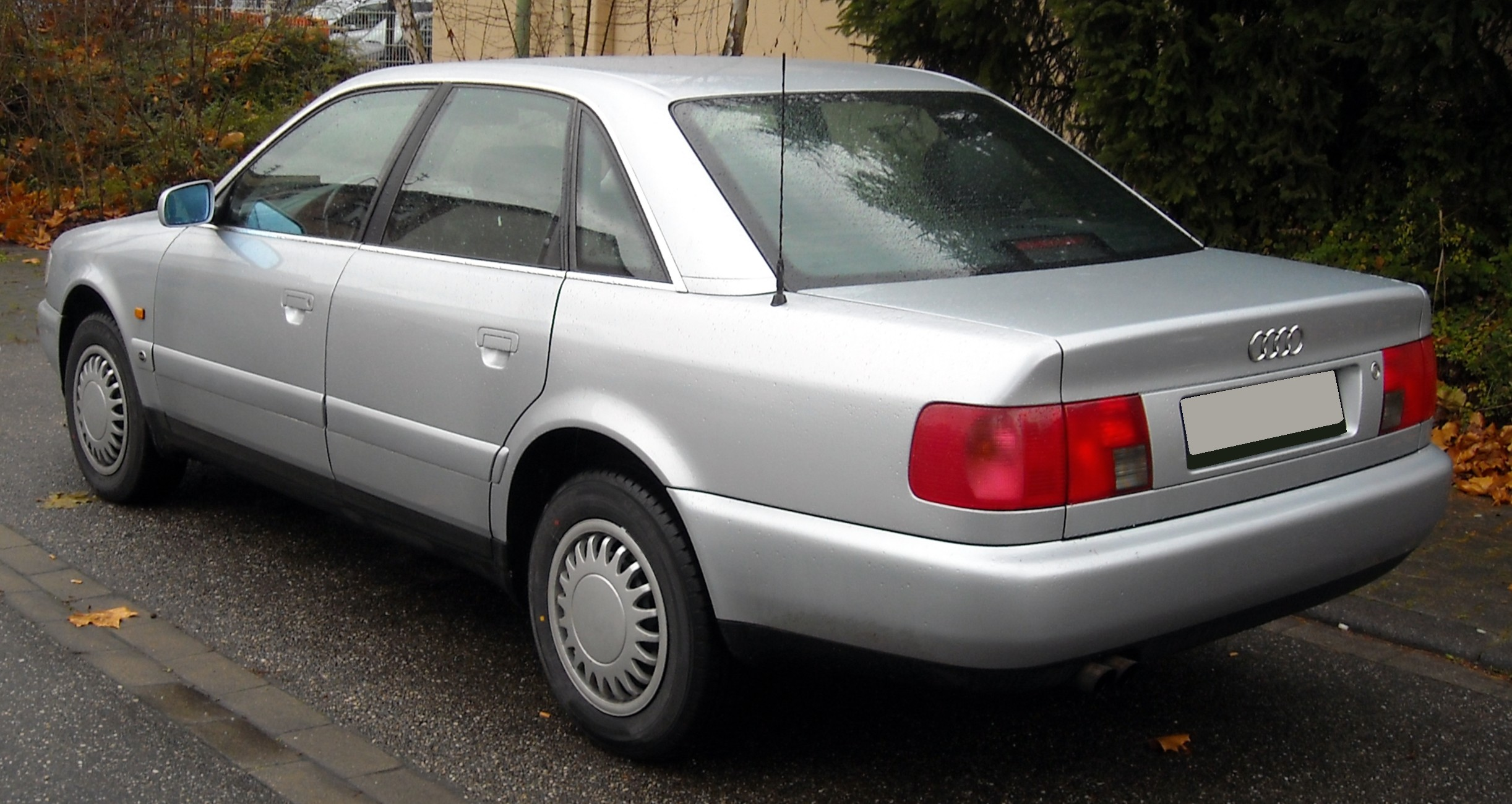
Audi A6 I (C4) – tył

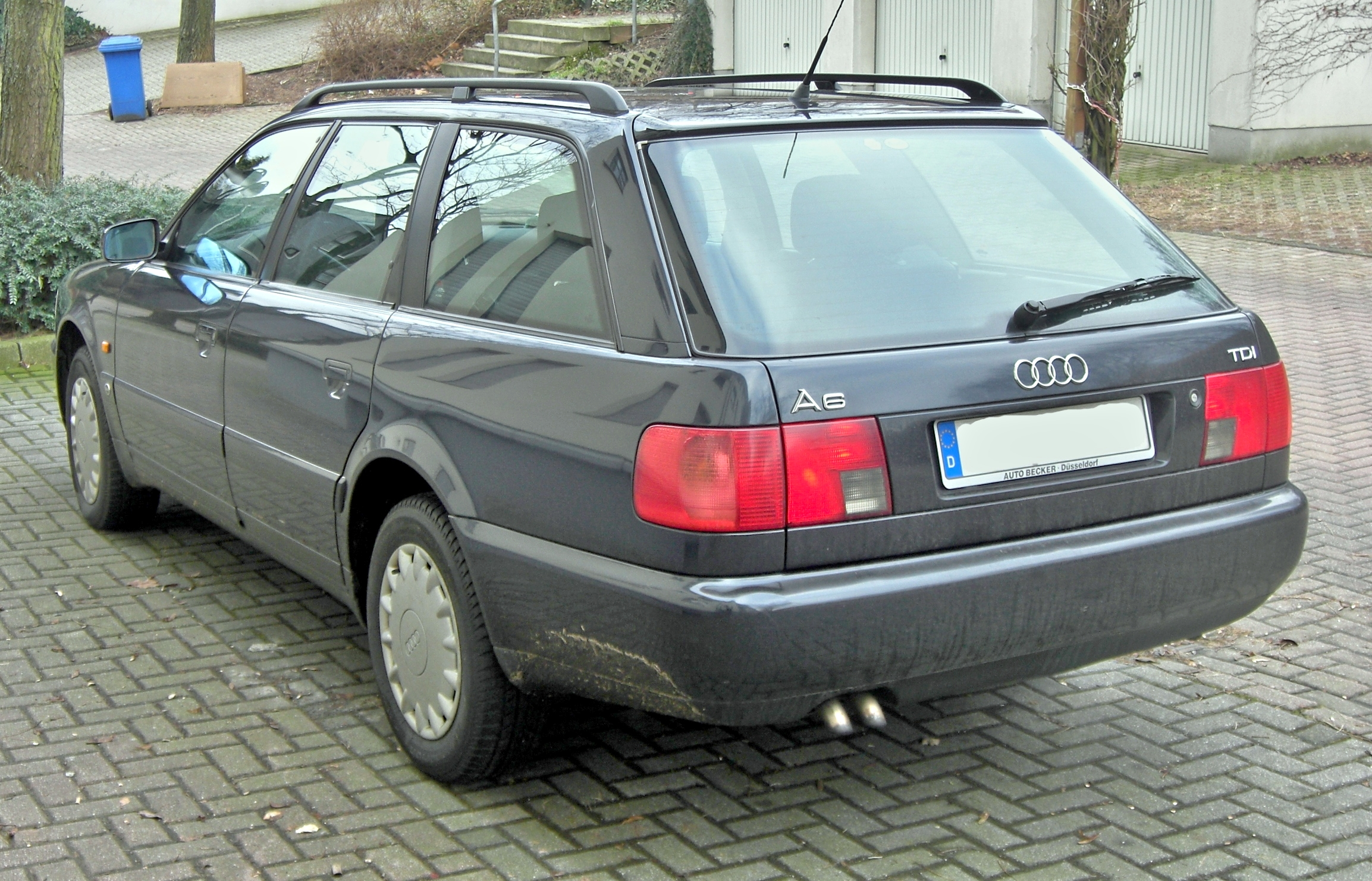
Audi A6 I Avant (C4)

Audi A6 I zostało zaprezentowane po raz pierwszy w 1994 roku.
Pierwsza generacja A6 oznaczona kodem fabrycznym C4 nie powstała jako skonstruowany od podstaw nowy model – de facto była ona zmodernizowaną wersją modelu Audi 100 C4. Pojazd zaprezentowano w czerwcu 1994. Sportowe odmiany tego samochodu nosiły nazwę S6.
Najbardziej zauważalną zmianą w stosunku do Audi 100 C4, oprócz licznych modyfikacji, jest wprowadzenie najmocniejszego w owym czasie w ofercie Audi silnika Diesla – 2.5 TDI. Ta pięciocylindrowa jednostka dostarczała 103 kW (140 KM) mocy. Wprowadzono także silnik 4.2 V8 o mocy 239 kW (325 KM) w najmocniejszej wersji S6 Plus.

### Dane techniczne
| Wersja                | Silnik:                          | Kod silnika:       | Układ zasilania:   | Średnica × skok tłoka: | St. sprężania:     | Moc maksymalna:                    | Maks. moment obrotowy      | 0–100 km/h:        | V-max:             |
| Silniki benzynowe:    | Silniki benzynowe:               | Silniki benzynowe: | Silniki benzynowe: | Silniki benzynowe:     | Silniki benzynowe: | Silniki benzynowe:                 | Silniki benzynowe:         | Silniki benzynowe: | Silniki benzynowe: |
| --------------------- | -------------------------------- | ------------------ | ------------------ | ---------------------- | ------------------ | ---------------------------------- | -------------------------- | ------------------ | ------------------ |
| 1.8                   | R4 1,8 l (1781 cm³), DOHC        | ADR                | wtrysk Bo Mot      | 81,00 × 86,40 mm       | 10,3:1             | 125 KM (92 kW) przy 5800 obr./min  | 168 N·m przy 3500 obr./min | 11,2 s             | 200 km/h           |
| 2.0                   | R4 2,0 l (1984 cm³), SOHC        | AAE                | wtrysk             | 82,50 × 92,80 mm       | 10,3:1             | 101 KM (74 kW) przy 5500 obr./min  | 157 N·m przy 2750 obr./min | 12,9 s             | 182 km/h           |
| 2.0E                  | R4 2,0 l (1984 cm³), SOHC        | ABK                | wtrysk             | 82,50 × 92,80 mm       | 10,4:1             | 115 KM (85 kW) przy 5400 obr./min  | 168 N·m przy 3200 obr./min | 11,9 s             | 190 km/h           |
| 2.0E                  | R4 2,0 l (1984 cm³), DOHC        | ACE                | wtrysk             | 82,50 × 92,80 mm       | 10,4:1             | 140 KM (103 kW) przy 5900 obr./min | 185 N·m przy 4500 obr./min | 10,1 s             | 204 km/h           |
| 2.3E                  | R5 2,3 l (2309 cm³), SOHC        | AAR                | wtrysk             | 82,50 × 86,40 mm       | 10,0:1             | 133 KM (98 kW) przy 5500 obr./min  | 186 N·m przy 4000 obr./min | 10 s               | 210 km/h           |
| 2.6E                  | V6 2,6 l (2598 cm³), SOHC        | ABC                | wtrysk             | 81,00 × 86,40 mm       | 10,0:1             | 150 KM (110 kW) przy 5500 obr./min | 225 N·m przy 3500 obr./min | 9,9 s              | 209 km/h           |
| 2.8E                  | V6 2,8 l (2771 cm³), SOHC        | AAH,AEJ, AFC       | wtrysk             | 82,50 × 86,40 mm       | 10,0:1             | 174 KM (128 kW) przy 5500 obr./min | 250 N·m przy 3000 obr./min | 9,1 s              | 219 km/h           |
| 2.8E                  | V6 2,8 l (2771 cm³), DOHC        | ACK                | wtrysk             | 82,50 × 86,40 mm       | 10,0:1             | 193 KM (142 kW) przy 6000 obr./min | 280 N·m przy 3200 obr./min | 8,1 s              | 230 km/h           |
| S6 2.2                | R5 2,2 l (2226 cm³), DOHC, turbo | AAN                | wtrysk             | 81,00 mm × 86,40 mm    | 9.3:1              | 230 KM (169 kW) przy 5900 obr./min | 350 N·m przy 1950 obr./min | 6,8 s              | 241 km/h           |
| S6 4.2                | V8 4,2 l (4172 cm³), DOHC        | AEC                | wtrysk             | 84.50 × 93,00 mm       | 10.8:1             | 290 KM (213 kW) przy 5800 obr./min | 400 N·m przy 4000 obr./min | 5,9 s              | 249 km/h           |
| S6 Plus               | V8 4,2 l (4172 cm³), DOHC        | AHK                | wtrysk             | 84,50 × 93,00 mm       | 11.6:1             | 325 KM (239 kW) przy 6500 obr./min | 400 N·m przy 3500 obr./min | 5,6 s              | 250 km/h           |
| Silniki wysokoprężne: |                                  |                    |                    |                        |                    |                                    |                            |                    |                    |
| 1.9 TDI               | R4 1,9 l (1896 cm³), SOHC        | 1Z,AHU             | wtrysk             | 79,50 × 95,50 mm       | 21,0:1             | 90 KM (66 kW) przy 4000 obr./min   | 202 N·m przy 1900 obr./min | 13,9 s             | 177 km/h           |
| 2.5 TDI               | R5 2,5 l (2461 cm³), SOHC        | AAT                | wtrysk             | 81,00 × 95,50 mm       | 21,0:1             | 115 KM (85 kW) przy 4000 obr./min  | 265 N·m przy 1900 obr./min | 11,2 s             | 195 km/h           |
| 2.5 TDI               | R5 2,5 l (2461 cm³), SOHC        | AEL                | wtrysk             | 81,00 × 95,50 mm       | 21,0:1             | 140 KM (103 kW) przy 4000 obr./min | 290 N·m przy 1900 obr./min | 9,9 s              | 208 km/h           |

## Druga generacja

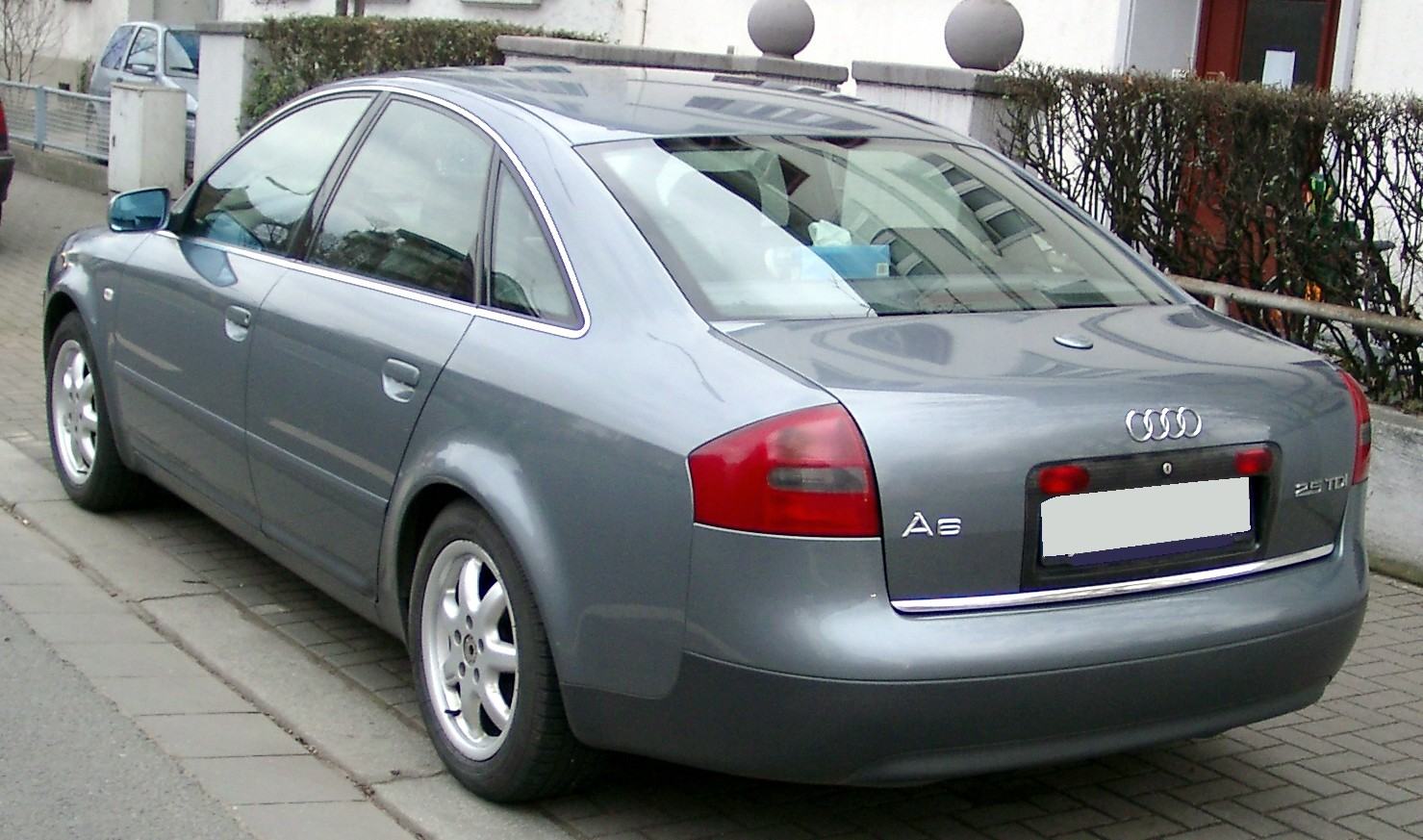
Audi A6 II (C5) – tył

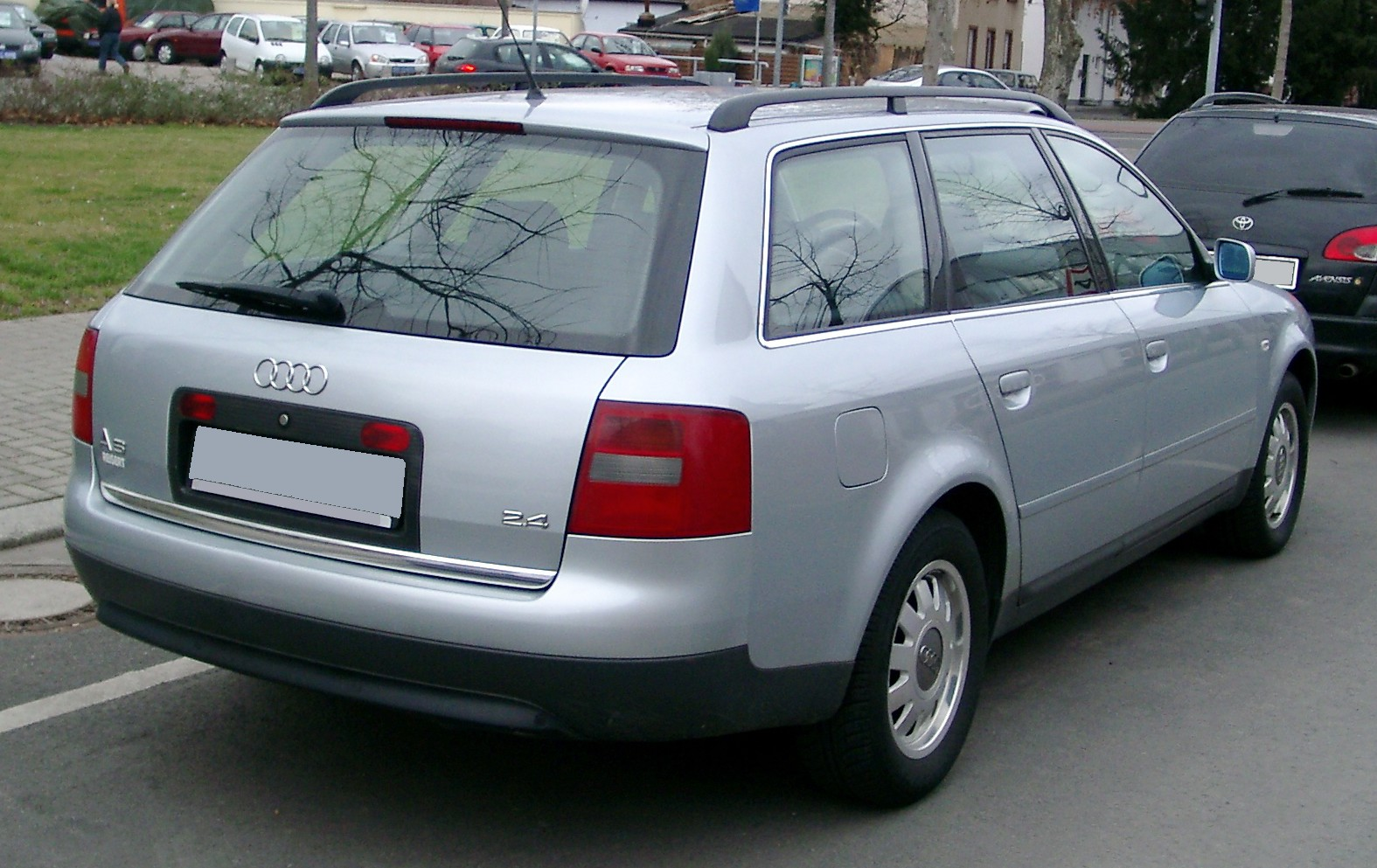
Audi A6 II Avant (C5)

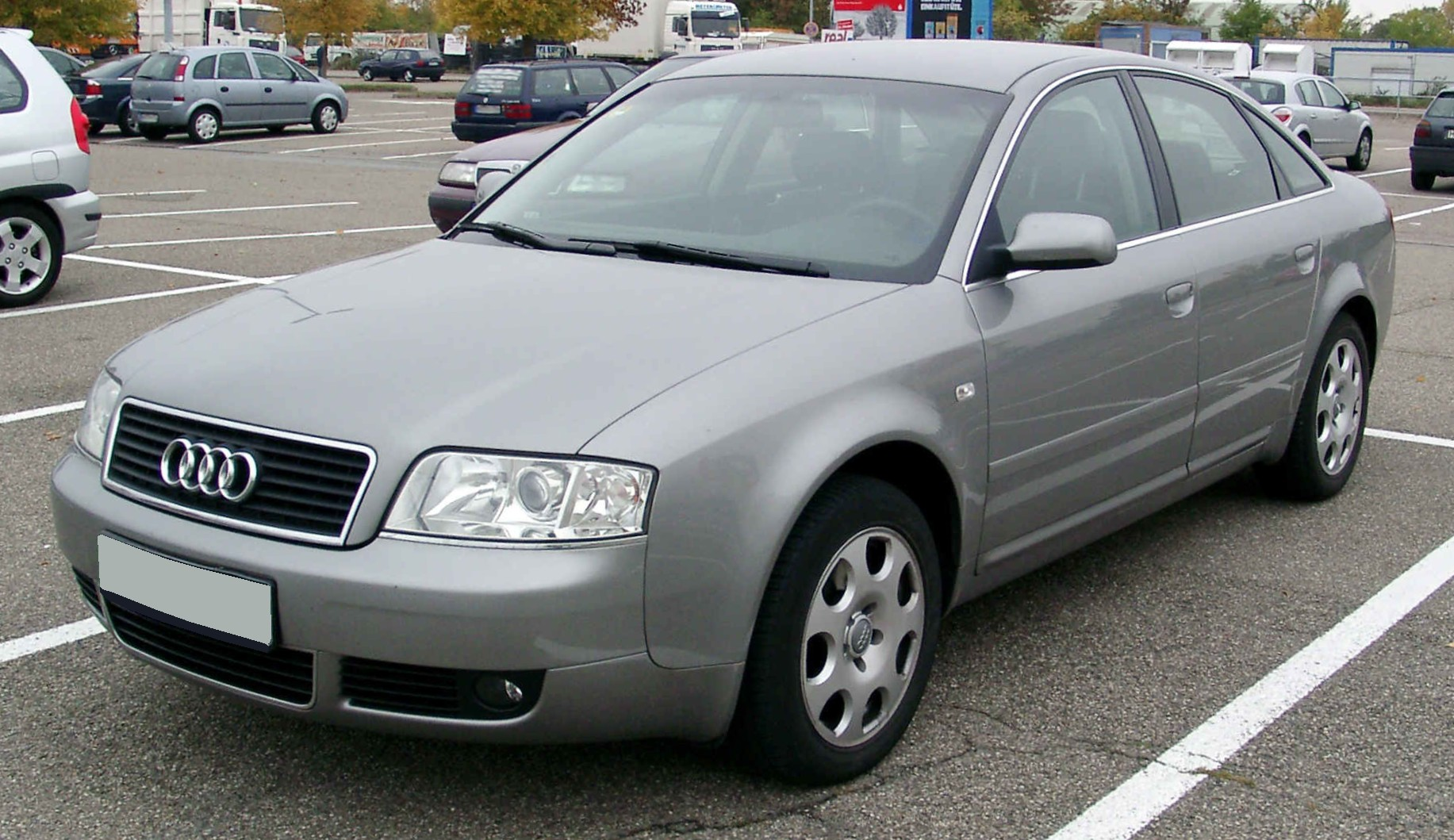
Audi A6 II (C5) po liftingu

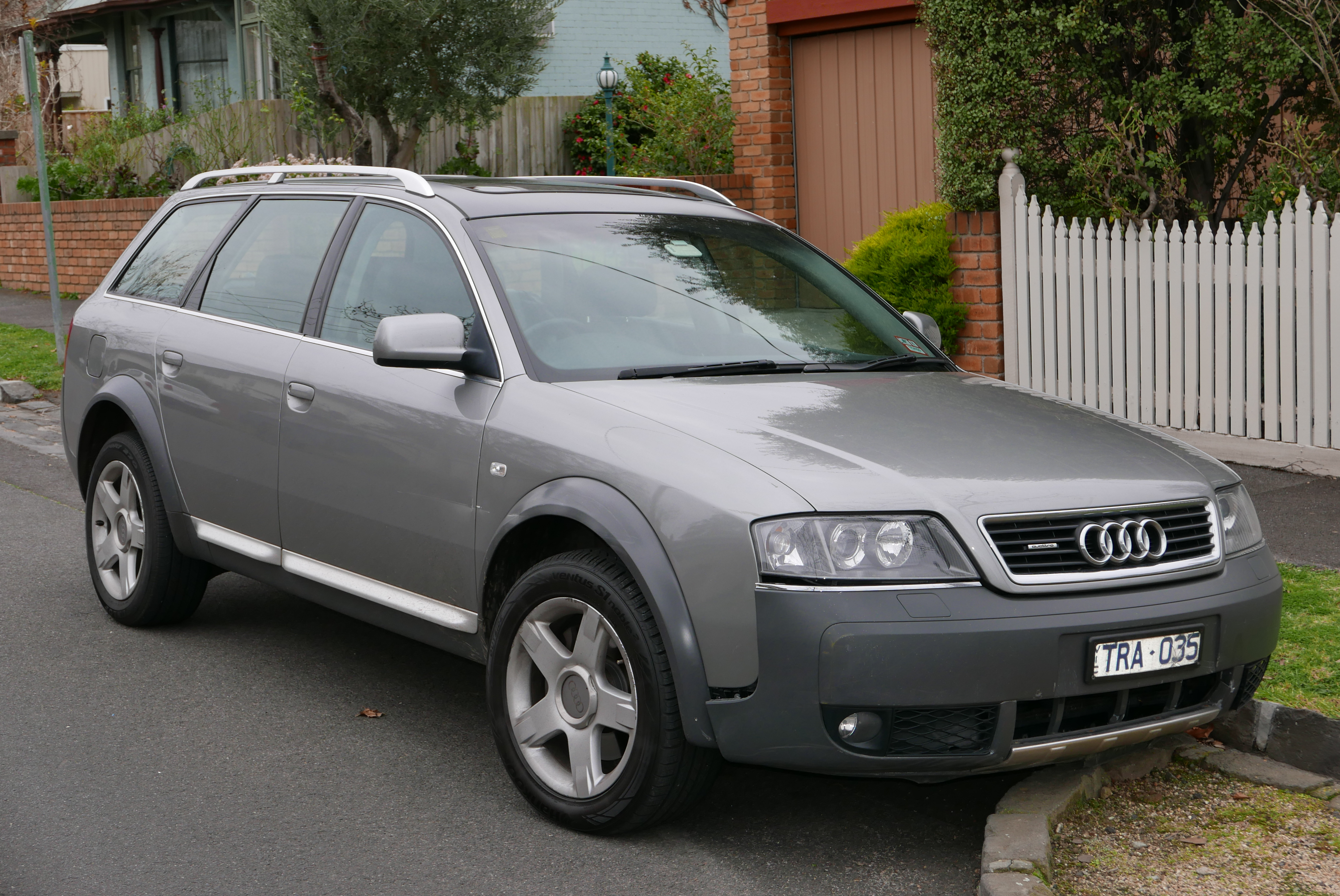
Audi Allroad I (C5)

Audi A6 II zostało zaprezentowane po raz pierwszy w 1997 roku.
A6 drugiej generacji oznaczone symbolem C5 zostało zaprezentowane w Genewie w 1997 roku. Jest to pierwsza generacja A6 skonstruowana jako ten model od podstaw.
Jeszcze w tym samym roku z taśm produkcyjnych zjechały pierwsze egzemplarze tego modelu. W 1998 roku na rynku pojawiła się wersja Avant. W 1999, wprowadzono sportową wersję S6 oraz wersję Avant z silnikiem ośmiocylindrowym. W roku 2000 koncern zaprezentował wersję Allroad quattro bazującą na modelu Avant. Powstały także wersje sportowe S6 oraz, pierwszy raz w historii, RS6 i RS6 plus.
Współczynnik oporu wyniósł 0,28. W drugiej połowie 2001 roku pojazd przeszedł delikatny facelifting.

### A6 Allroad
Samochód zadebiutował w 1999 roku. Od zwykłej A6 Allroad wyróżniało pneumatycznie regulowane zawieszenie umożliwiające dopasowanie wysokości auta do terenu, większe koła, opony oraz nielakierowane zderzaki. Do wyboru dostępny były trzy jednostki napędowe: V6 2,5 l TDI, V6 2,7 l bi-turbo oraz V8 4,2 l. Moc przenoszona była na obie osie poprzez 5-biegową skrzynię Tiptronic z DSP (Dynamic Shift Program), lub 6-biegową skrzynię manualną; za dopłatą można je wyposażyć w ręczną skrzynię biegów z praktyczną redukcją typu „Low Range”.
Głębokość brodzenia samochodu wynosi 40 cm, zaś Kąt natarcia (wejścia)/zejścia wynosi odpowiednio 27° i 25°.

### Dane techniczne
| Wersja                | Silnik:                            | Układ zasilania:   | Średnica × skok tłoka: | St. sprężania:     | Moc maksymalna:                         | Maks. moment obrotowy           | 0–100 km/h:        | V-max:             |
| Silniki benzynowe:    | Silniki benzynowe:                 | Silniki benzynowe: | Silniki benzynowe:     | Silniki benzynowe: | Silniki benzynowe:                      | Silniki benzynowe:              | Silniki benzynowe: | Silniki benzynowe: |
| --------------------- | ---------------------------------- | ------------------ | ---------------------- | ------------------ | --------------------------------------- | ------------------------------- | ------------------ | ------------------ |
| 1.8                   | R4 1,8 l (1781 cm³), DOHC          | wtrysk Bo Mot      | 81,00 × 86,40 mm       | 10,3:1             | 125 KM (92 kW) przy 5800 obr./min       | 168 N·m przy 3500 obr./min      | 11,4 s             | 203 km/h           |
| 1.8T                  | R4 1,8 l (1781 cm³), DOHC, turbo   | wtrysk Bo Mot      | 81,00 × 86,40 mm       | b.d.               | 150 KM (110 kW) przy 5700 obr./min      | 210 N·m przy 1750-4600 obr./min | 9,5 s              | 216 km/h           |
| 1.8T                  | R4 1,8 l (1781 cm³), DOHC, turbo   | wtrysk Bo Mot      | 81,00 × 86,40 mm       | b.d.               | 180 KM (132 kW) przy 6000 obr./min      | 235 N·m przy 2000-4600 obr./min | 8,5 s              | 230 km/h           |
| 2.0                   | R4 2,0 l (1984 cm³), DOHC          | wtrysk Bo Mot      | 82,50 × 92,80 mm       | 10,3:1             | 130 KM (95 kW) przy 5700 obr./min       | 195 N·m przy 3300 obr./min      | 10,5 s             | 205 km/h           |
| 2.4                   | V6 2,4 l (2393 cm³), DOHC          | wtrysk Bo Mot      | 81,00 × 77,40 mm       | b.d.               | 160 KM (100 kW) przy 5750 obr./min      | 230 N·m przy 3200 obr./min      | 10,5 s             | 206 km/h           |
| 2.4                   | V6 2,4 l (2393 cm³), DOHC          | wtrysk Bo Mot      | 81,00 × 77,40 mm       | 10,5:1             | 165 KM (121 kW) przy 6000 obr./min      | 230 N·m przy 3200 obr./min      | 8,5 s              | 222 km/h           |
| 2.4                   | V6 2,4 l (2393 cm³), DOHC          | wtrysk Bo Mot      | 81,00 × 77,40 mm       | 10,5:1             | 170 KM (125 kW) przy 6000 obr./min      | 230 N·m przy 3200 obr./min      | 9,3 s              | 224 km/h           |
| 2.7T                  | V6 2,7 l (2671 cm³), DOHC, biturbo | wtrysk Bo Mot      | 81,00 × 86,40 mm       | 9,3:1              | 230 KM (169 kW) przy 5800 obr./min      | 310 N·m przy 1700-4600 obr./min | 7,3 s              | 245 km/h           |
| 2.7T                  | V6 2,7 l (2671 cm³), DOHC, biturbo | wtrysk Bo Mot      | 81,00 × 86,40 mm       | 9,3:1              | 250 KM (183 kW) przy 5800 obr./min      | 350 N·m przy 1800-4500 obr./min | 6,8 s              | 248 km/h           |
| 2.8                   | V6 2,8 l (2771 cm³), DOHC          | wtrysk Bo Mot      | 82,50 × 86,40 mm       | 10,6:1             | 193 KM (142 kW) przy 6000 obr./min      | 280 N·m przy 3200 obr./min      | 8,1 s              | 236 km/h           |
| 3.0                   | V6 3,0 l (2976 cm³), DOHC          | wtrysk Bo Mot      | 82,50 × 92,80 mm       | 10,5:1             | 220 KM (162 kW) przy 6300 obr./min      | 300 N·m przy 3200 obr./min      | 7,5 s              | 243 km/h           |
| 4.2                   | V8 4,2 l (4172 cm³), DOHC          | wtrysk Bo Mot      | 84,50 × 93,00 mm       | 11,0:1             | 300 KM (220 kW) przy 6200 obr./min      | 400 N·m przy 3000-4000 obr./min | 6,9 s              | 250 km/h           |
| S6                    | V8 4,2 l (4172 cm³), DOHC          | wtrysk Bo Mot      | 84,50 × 93,00 mm       | 11,0:1             | 340 KM (250 kW) przy 6600 obr./min      | 420 N·m przy 3400 obr./min      | 5,8 s              | 250 km/h           |
| RS6                   | V8 4,2 l (4172 cm³), DOHC, biturbo | wtrysk SMPFi       | 84,50 × 93,00 mm       | 9,3:1              | 450 KM (331 kW) przy 5700-6400 obr./min | 560 N·m przy 1950-5500 obr./min | 4,7 s              | 250 km/h           |
| RS6 plus              | V8 4,2 l (4172 cm³), DOHC, biturbo | wtrysk SMPFi       | 84,50 × 93,00 mm       | 9,8:1              | 480 KM (353 kW) przy 6000-6400 obr./min | 560 N·m przy 1950-6000 obr./min | 4,6 s              | 280 km/h           |
| Silniki wysokoprężne: |                                    |                    |                        |                    |                                         |                                 |                    |                    |
| 1.9 TDI               | R4 1,9 l (1896 cm³), SOHC          | wtrysk             | 79,50 × 95,50 mm       | 19,5:1             | 110 KM (81 kW) przy 4150 obr./min       | 235 N·m przy 1900 obr./min      | 12,3 s             | 194 km/h           |
| 1.9 TDI               | R4 1,9 l (1896 cm³), SOHC          | wtrysk             | 79,50 × 95,50 mm       | 19,5:1             | 115 KM (85 kW) przy 4000 obr./min       | 285 N·m przy 1900 obr./min      | b.d.               | b.d.               |
| 1.9 TDI               | R4 1,9 l (1896 cm³), SOHC          | wtrysk             | 79,50 × 95,50 mm       | 19,5:1             | 130 KM (96 kW) przy 4000 obr./min       | 285 N·m przy 1750-2500 obr./min | 10,5 s             | 203 km/h           |
| 1.9 TDI               | R4 1,9 l (1896 cm³), SOHC          | wtrysk             | 79,50 × 95,50 mm       | 19,5:1             | 130 KM (96 kW) przy 4000 obr./min       | 310 N·m przy 1900 obr./min      | 10,5 s             | 200 km/h           |
| 2.5 TDI               | V6 2,5 l (2496 cm³), DOHC          | wtrysk             | 78,30 × 86,40 mm       | 19,5:1             | 150 KM (110 kW) przy 4000 obr./min      | 310 N·m przy 1500-3200 obr./min | 9,7                | 218 km/h           |
| 2.5 TDI               | V6 2,5 l (2496 cm³), DOHC          | wtrysk             | 78,30 × 86,40 mm       | 19,5:1             | 163 KM (120 kW) przy 4000 obr./min      | 350 N·m przy 1500-3000 obr./min | 9,3 s              | 220 km/h           |
| 2.5 TDI               | V6 2,5 l (2496 cm³), DOHC          | wtrysk             | 78,30 × 86,40 mm       | 18,5:1             | 180 KM (132 kW) przy 4000 obr./min      | 370 N·m przy 1500-2500 obr./min | 8,9 s              | 223 km/h           |

### Dane techniczne (A6 Allroad)
| Wersja                | Silnik:                             | Układ zasilania:   | Średnica × skok tłoka: | St. sprężania:     | Moc maksymalna:                    | Maks. moment obrotowy           | 0–100 km/h:        | V-max:             |
| Silniki benzynowe:    | Silniki benzynowe:                  | Silniki benzynowe: | Silniki benzynowe:     | Silniki benzynowe: | Silniki benzynowe:                 | Silniki benzynowe:              | Silniki benzynowe: | Silniki benzynowe: |
| --------------------- | ----------------------------------- | ------------------ | ---------------------- | ------------------ | ---------------------------------- | ------------------------------- | ------------------ | ------------------ |
| 2.7                   | V6 2,7 l (2671 cm³), DOHC, bi-turbo | wtrysk Bo Mot      | 81,00 × 86,40 mm       | 9,3:1              | 250 KM (184 kW) przy 5800 obr./min | 350 N·m przy 1800-4500 obr./min | 7,4 s              | 236 km/h           |
| 4.2                   | V8 4,2 l (4163 cm³), DOHC           | wtrysk Bo Mot      | 84,50 × 92,80 mm       | 11,0:1             | 300 KM (221 kW) przy 6200 obr./min | 380 N·m przy 4600 obr./min      | 7,2 s              | 240 km/h           |
| Silniki wysokoprężne: |                                     |                    |                        |                    |                                    |                                 |                    |                    |
| 2.5 TDI               | V6 2,5 l (2496 cm³), DOHC, turbo    | pompa wtryskowa    | 78,30 × 86,40 mm       | 19,5:1             | 180 KM (132 kW) przy 4000 obr./min | 370 N·m przy 2500 obr./min      | 9,5 s              | 207 km/h           |

## Trzecia generacja

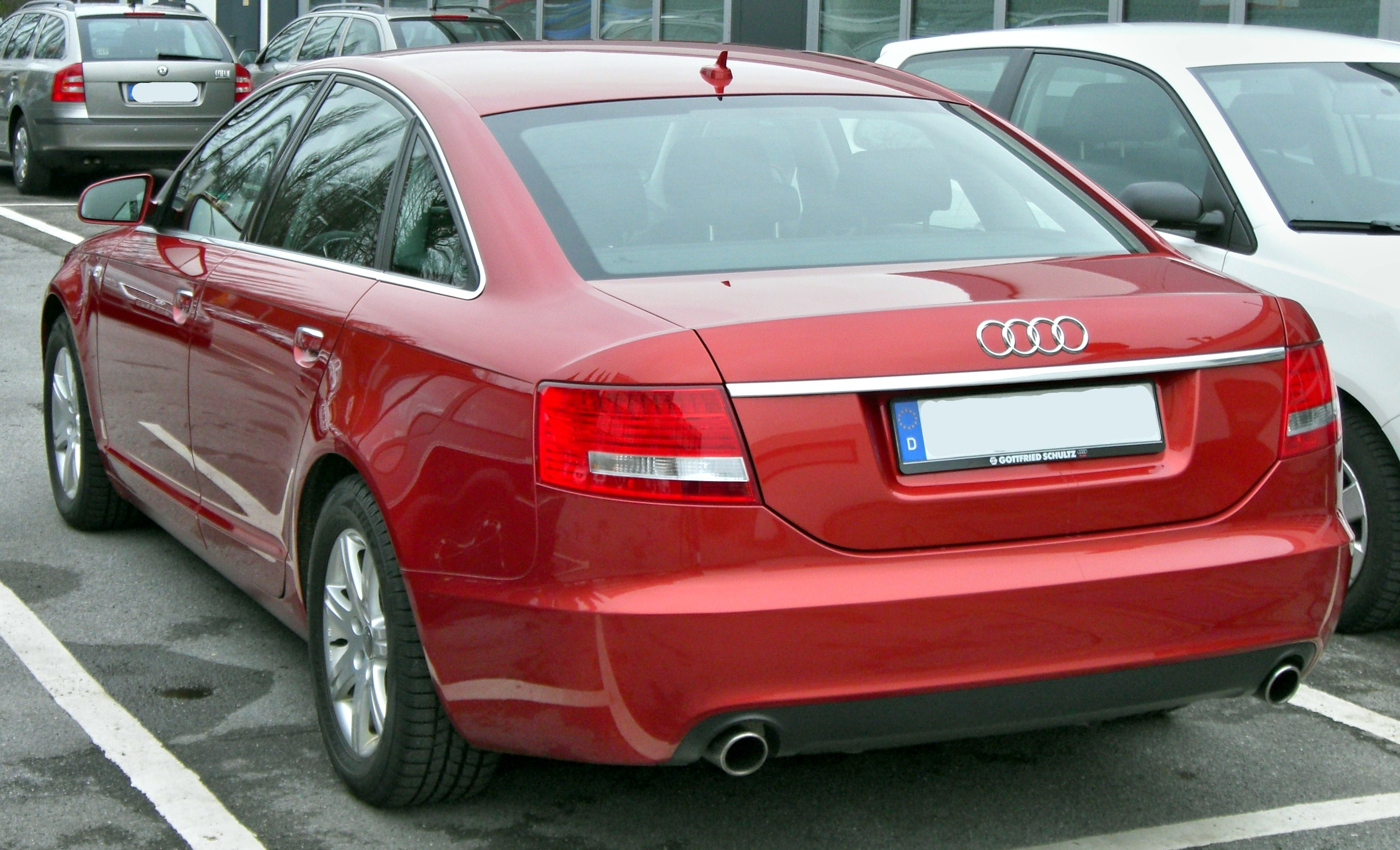
Audi A6 III (C6) – tył

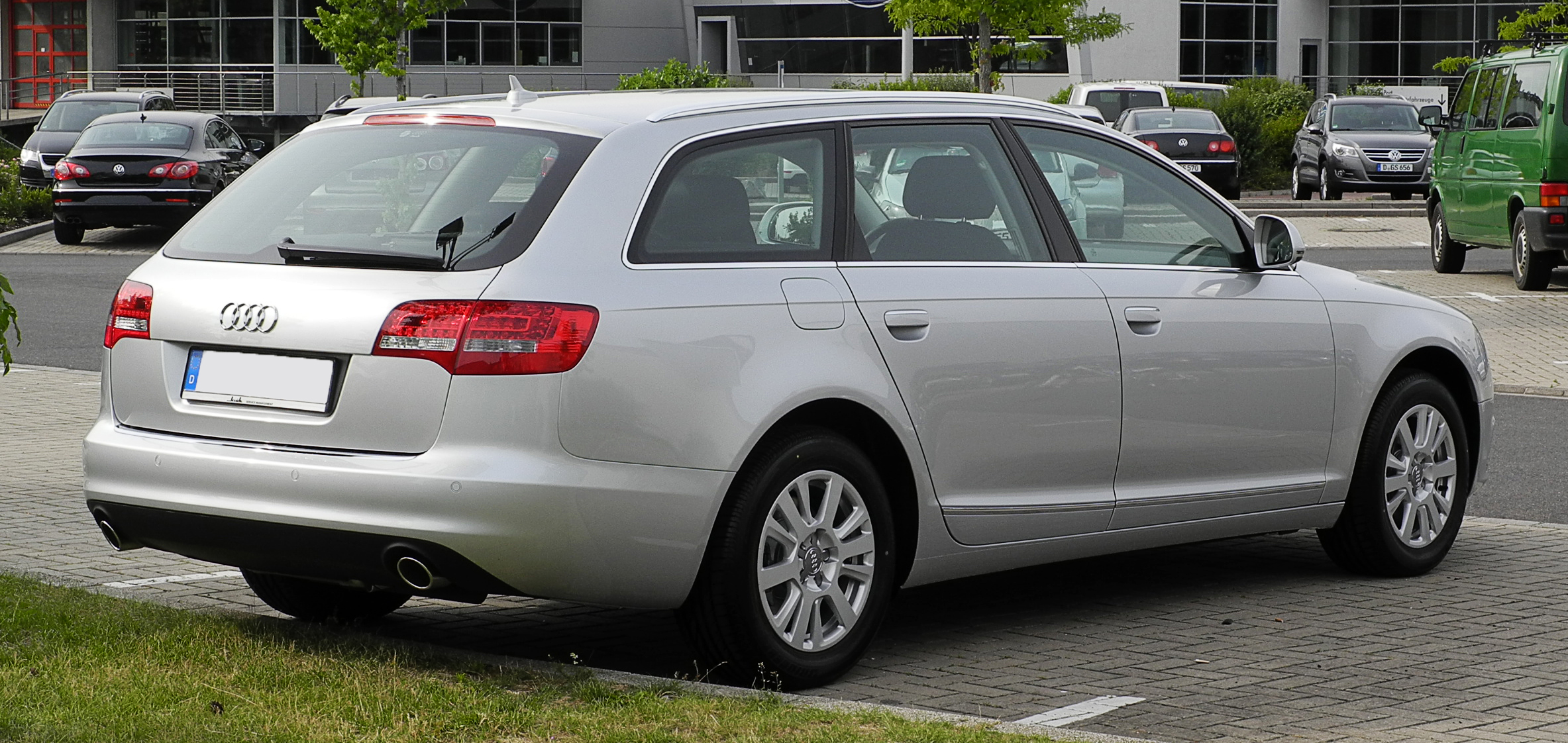
Audi A6 III Avant (C6)

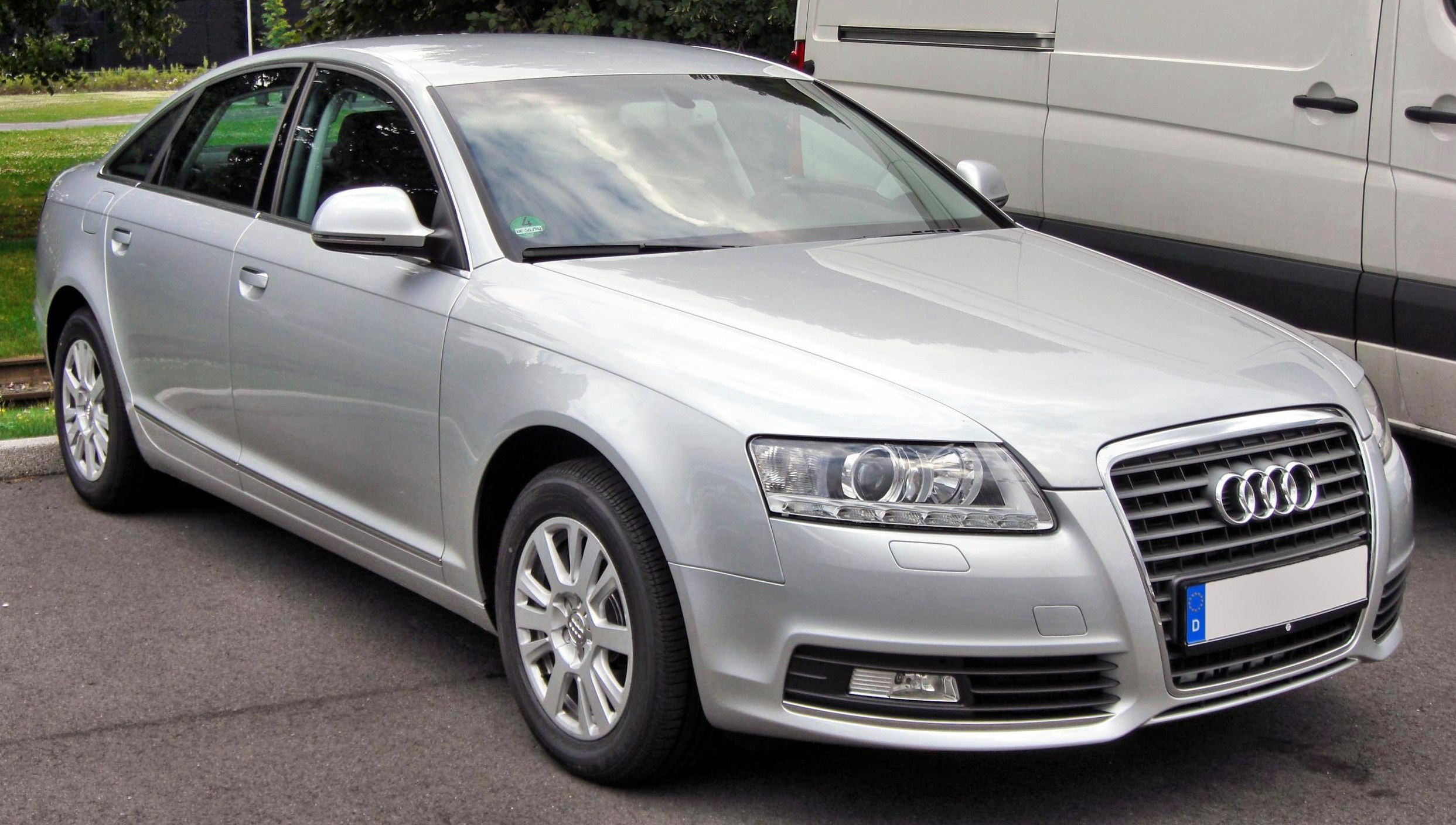
Audi A6 III (C6) po liftingu

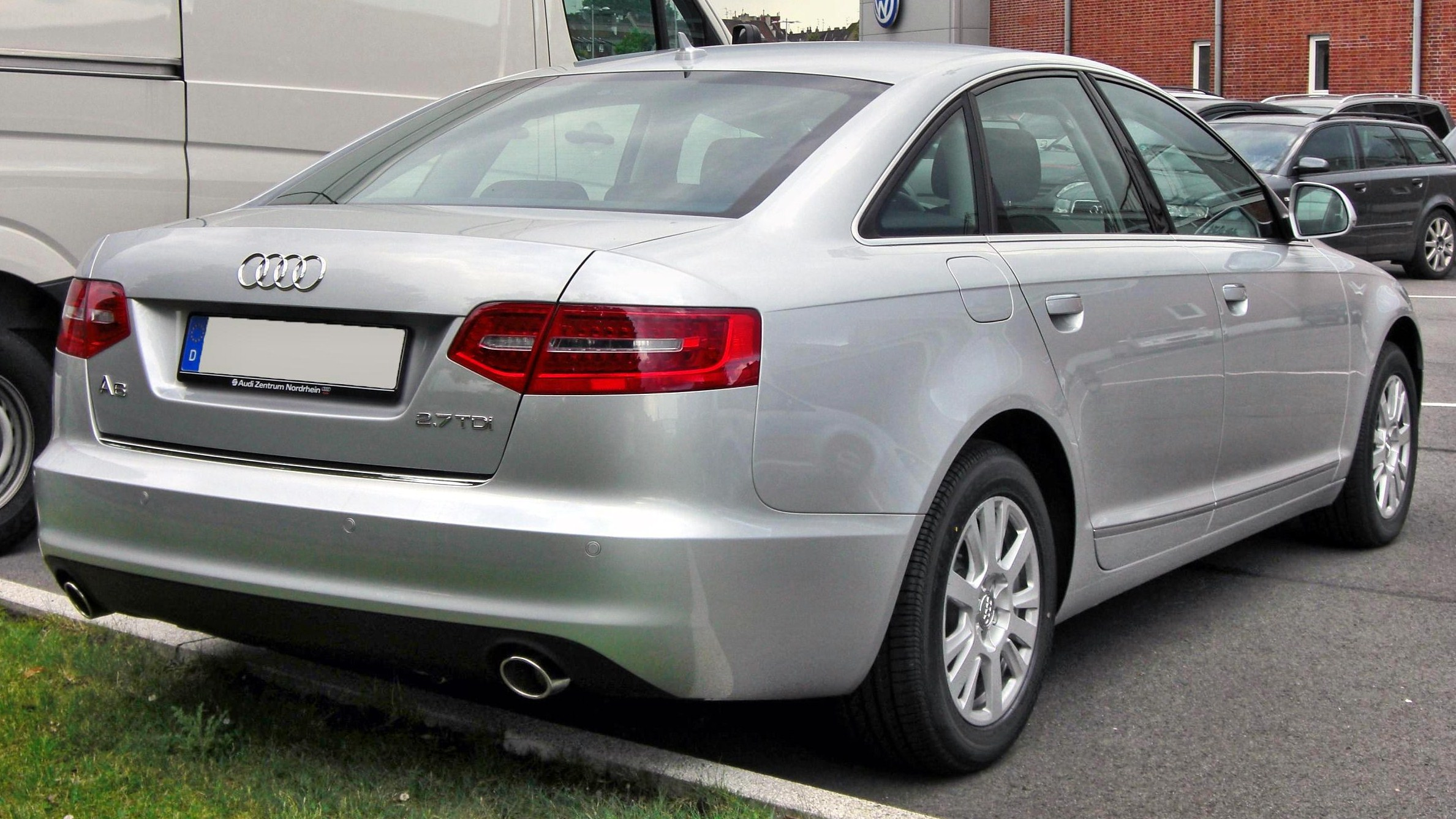
Audi A6 III (C6) – tył po liftingu

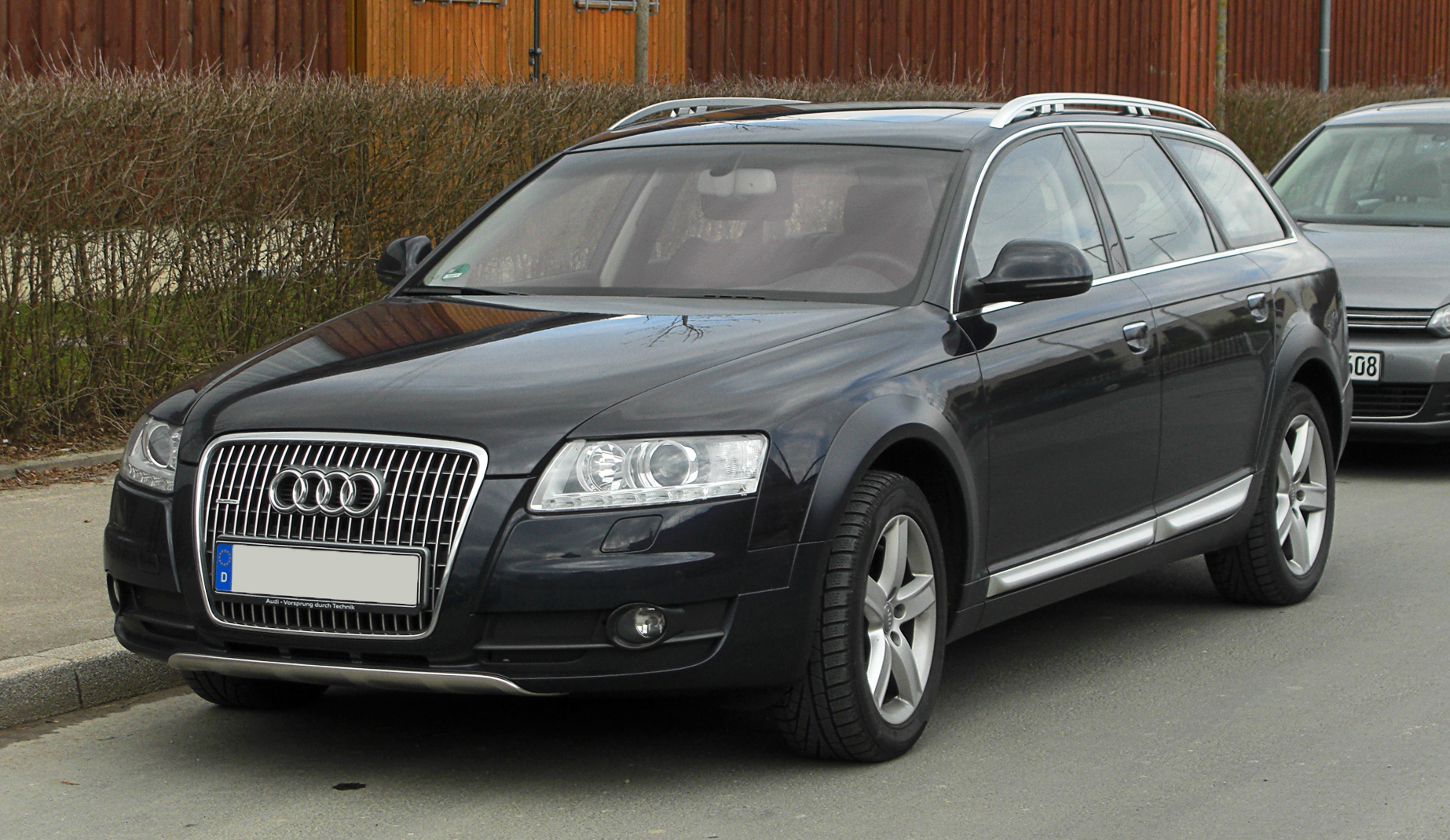
Audi A6 Allroad II (C6)

Audi A6 III zostało zaprezentowane po raz pierwszy jesienią 2004 roku.
A6 trzeciej generacji oznaczony symbolem C6 zostało zaprezentowane podczas targów motoryzacyjnych w Paryżu w 2004 roku. Zaprojektował go Walter de Silva. W 2005 roku nowe Audi A6 wygrało nagrodę Światowego samochodu roku.
Pojazd jest ewolucją poprzedniej generacji. Wyposażono go m.in. w system MMI. W 2005 roku wprowadzono do sprzedaży wersję kombi (Avant), a wersję Allroad rok później. W 2006 roku zaprezentowano Audi S6 z dziesięciocylindrowym silnikiem w układzie V (wolnossącym), powstało także Audi RS6 z podwójnie turbodoładowanym silnikiem tego typu. W 2008 roku samochód poddano faceliftingowi. Zmieniono m.in. grill, przednie i tylne reflektory wykonane w technologii LED, dopracowano zawieszenie, elektronikę oraz zmieniono nieco stylistykę. Wprowadzono także nowe silniki benzynowe 2.8 FSI (wersje 190, 210, 220 KM) oraz 3.0 TFSI. W dieslach natomiast 2.0 TDIe (136 KM) oraz 2.0 TDI (170 KM).
Od roku 2005 w Chinach produkowana jest wydłużona wersja A6 C6 o nazwie A6L, przeznaczona wyłącznie na chiński rynek.

### A6 Allroad
Druga generacja A6 Allroad została zaprezentowana w 2006 roku. Do wyboru dostępny są cztery jednostki napędowe: V6 2,7 l TDI, V6 3,0 l TDI, V6 3,2 l FSI oraz V8 4,2 l FSI. Moc przenoszona jest na obie osie poprzez 6-biegową skrzynię półautomatyczną Tiptronic lub 6-biegową skrzynię manualną.

### Dane techniczne
| Wersja                | Silnik:                              | Układ zasilania:          | Średnica × skok tłoka: | St. sprężania:     | Moc maksymalna:                         | Maks. moment obrotowy           | 0–100 km/h:        | V-max:             |
| Silniki benzynowe:    | Silniki benzynowe:                   | Silniki benzynowe:        | Silniki benzynowe:     | Silniki benzynowe: | Silniki benzynowe:                      | Silniki benzynowe:              | Silniki benzynowe: | Silniki benzynowe: |
| --------------------- | ------------------------------------ | ------------------------- | ---------------------- | ------------------ | --------------------------------------- | ------------------------------- | ------------------ | ------------------ |
| 2.0 TFSI              | R4 2,0 l (1984 cm³), DOHC, turbo     | wtrysk FSI                | 82,50 × 92,80 mm       | 10,3:1             | 170 KM (125 kW) przy 4300-6000 obr./min | 280 N·m przy 1800-4200 obr./min | 8,2 s              | 228 km/h           |
| 2.4 V6                | V6 2,4 l (2393 cm³), DOHC            | wtrysk EFi                | 81,00 × 77,40 mm       | 10,3:1             | 177 KM (130 kW) przy 6000 obr./min      | 230 N·m przy 3000-5000 obr./min | 9,2 s              | 236 km/h           |
| 2.8 FSI               | V6 2,8 l (2773 cm³), DOHC            | wtrysk FSI                | 84,50 × 82,40 mm       | 12,0:1             | 190 KM (140 kW) przy 5000-6800 obr./min | 280 N·m przy 3000-4500 obr./min | 8,2 s              | 238 km/h           |
| 2.8 FSI               | V6 2,8 l (2773 cm³), DOHC            | wtrysk FSI                | 84,50 × 82,40 mm       | 12,0:1             | 210 KM (154 kW) przy 5500-6800 obr./min | 280 N·m przy 3000-5000 obr./min | 8,4 s              | 237 km/h           |
| 2.8 FSI               | V6 2,8 l (2773 cm³), DOHC            | wtrysk FSI                | 84,50 × 82,40 mm       | 12,0:1             | 220 KM (162 kW) przy 5750-6800 obr./min | 280 N·m przy 3000-5000 obr./min | 7,3 s              | 240 km/h           |
| 3.0 TFSI              | V6 3,0 l (2995 cm³), DOHC, kompresor | wtrysk FSI                | 84,50 × 89,00 mm       | 10,3:1             | 290 KM (213 kW) przy 4850-6800 obr./min | 420 N·m przy 2500-4850 obr./min | 5,9 s              | 250 km/h           |
| 3.2 FSI               | V6 3,1 l (3123 cm³), DOHC            | wtrysk FSI                | 84,50 × 92,80 mm       | b.d.               | 255 KM (188 kW) przy 6800 obr./min      | 330 N·m przy 3250 obr./min      | 7 s                | 250 km/h           |
| 4.2 MPI               | V8 4,2 l (4163 cm³), DOHC            | wtrysk Bo Mot             | 84,50 × 92,80 mm       | 11,0:1             | 335 KM (246 kW) przy 6600 obr./min      | 420 N·m przy 3500 obr./min      | 6,1 s              | 250 km/h           |
| 4.2 FSI               | V8 4,2 l (4163 cm³), DOHC            | wtrysk FSI                | 84,50 × 92,80 mm       | 12,5:1             | 350 KM (257 kW) przy 6800 obr./min      | 440 N·m przy 3500 obr./min      | 5,9 s              | 250 km/h           |
| S6                    | V10 5,2 l (5204 cm³), DOHC           | wtrysk FSI                | 84,50 × 92,80 mm       | 12,5:1             | 435 KM (320 kW) przy 6800 obr./min      | 540 N·m przy 3000-4000 obr./min | 5,2 s              | 250 km/h           |
| RS6                   | V10 5,0 l (4991 cm³), DOHC, biturbo  | wtrysk FSI                | 84,50 × 89,00 mm       | 10,5:1             | 580 KM (427 kW) przy 6250-6700 obr./min | 650 N·m przy 1500-6250 obr./min | 4,5 s              | 250 km/h           |
| Silniki wysokoprężne: |                                      |                           |                        |                    |                                         |                                 |                    |                    |
| 2.0 TDI               | R4 2,0 l (1968 cm³), DOHC            | wtrysk common rail        | 81,00 × 95,50 mm       | 18,0:1             | 136 KM (100 kW) przy 4000 obr./min      | 320 N·m przy 1750-2500 obr./min | 10,3 s             | 208 km/h           |
| 2.0 TDI               | R4 2,0 l (1968 cm³), DOHC            | wtrysk, pompowtryskiwacze | 81,00 × 95,50 mm       | 18,0:1             | 140 KM (103 kW) przy 4000 obr./min      | 320 N·m przy 1750-2500 obr./min | 10,3 s             | 208 km/h           |
| 2.0 TDI               | R4 2,0 l (1968 cm³), DOHC            | wtrysk common rail        | 81,00 × 95,50 mm       | 18,0:1             | 170 KM (125 kW) przy 4200 obr./min      | 350 N·m przy 1750-2500 obr./min | 8,9 s              | 228 km/h           |
| 2.7 TDI               | V6 2,7 l (2698 cm³), DOHC            | wtrysk common rail        | 83,00 × 83,10 mm       | 16,8:1             | 180 KM (132 kW) przy 3300-4250 obr./min | 380 N·m przy 1400-3300 obr./min | 8,9 s              | 228 km/h           |
| 2.7 TDI               | V6 2,7 l (2698 cm³), DOHC            | wtrysk common rail        | 83,00 × 83,10 mm       | 16,8:1             | 190 KM (140 kW) przy 3500-4400 obr./min | 400 N·m przy 1400-3500 obr./min | 7,9 s              | 232 km/h           |
| 3.0 TDI               | V6 3,0 l (2967 cm³), DOHC            | wtrysk common rail        | 83,00 × 91,40 mm       | 16,8:1             | 225 KM (165 kW) przy 4000 obr./min      | 450 N·m przy 1400-3250 obr./min | 7,3 s              | 250 km/h           |
| 3.0 TDI               | V6 3,0 l (2967 cm³), DOHC            | wtrysk common rail        | 83,00 × 91,40 mm       | 16,8:1             | 233 KM (171 kW) przy 4000-4400 obr./min | 450 N·m przy 1500-3000 obr./min | 6,9 s              | 247 km/h           |
| 3.0 TDI               | V6 3,0 l (2967 cm³), DOHC            | wtrysk common rail        | 83,00 × 91,40 mm       | 16,8:1             | 240 KM (176 kW) przy 4000-4400 obr./min | 500 N·m przy 1500-3000 obr./min | 6,6 s              | 250 km/h           |

### Dane techniczne (A6 Allroad)
| Wersja                | Silnik:                          | Układ zasilania:   | Średnica × skok tłoka: | St. sprężania:     | Moc maksymalna:                         | Maks. moment obrotowy           | 0–100 km/h:        | V-max:             |
| Silniki benzynowe:    | Silniki benzynowe:               | Silniki benzynowe: | Silniki benzynowe:     | Silniki benzynowe: | Silniki benzynowe:                      | Silniki benzynowe:              | Silniki benzynowe: | Silniki benzynowe: |
| --------------------- | -------------------------------- | ------------------ | ---------------------- | ------------------ | --------------------------------------- | ------------------------------- | ------------------ | ------------------ |
| 3.2 FSI               | V6 3,1 l (3123 cm³), DOHC        | wtrysk FSI         | 84,50 × 92,80 mm       | 12,5:1             | 255 KM (188 kW) przy 6500 obr./min      | 330 N·m przy 3250 obr./min      | 7,2 s              | 242 km/h           |
| 4.2 FSI               | V8 4,2 l (4163 cm³), DOHC        | wtrysk FSI         | 84,50 × 92,80 mm       | 12,5:1             | 350 KM (257 kW) przy 6800 obr./min      | 440 N·m przy 3500 obr./min      | 6,3 s              | 250 km/h           |
| Silniki wysokoprężne: |                                  |                    |                        |                    |                                         |                                 |                    |                    |
| 2.7 TDI               | V6 2,7 l (2698 cm³), DOHC, turbo | common rail        | 83,00 × 83,10 mm       | 17,0:1             | 180 KM (132 kW) przy 3300-4500 obr./min | 380 N·m przy 1400-3300 obr./min | 9,3 s              | 215 km/h           |
| 3.0 TDI               | V6 3,0 l (2967 cm³), DOHC, turbo | common rail        | 83,00 × 91,40 mm       | 17,0:1             | 233 KM (171 kW) przy 4000 obr./min      | 450 N·m przy 1400-3250 obr./min | 7,5 s              | 231 km/h           |

## Czwarta generacja

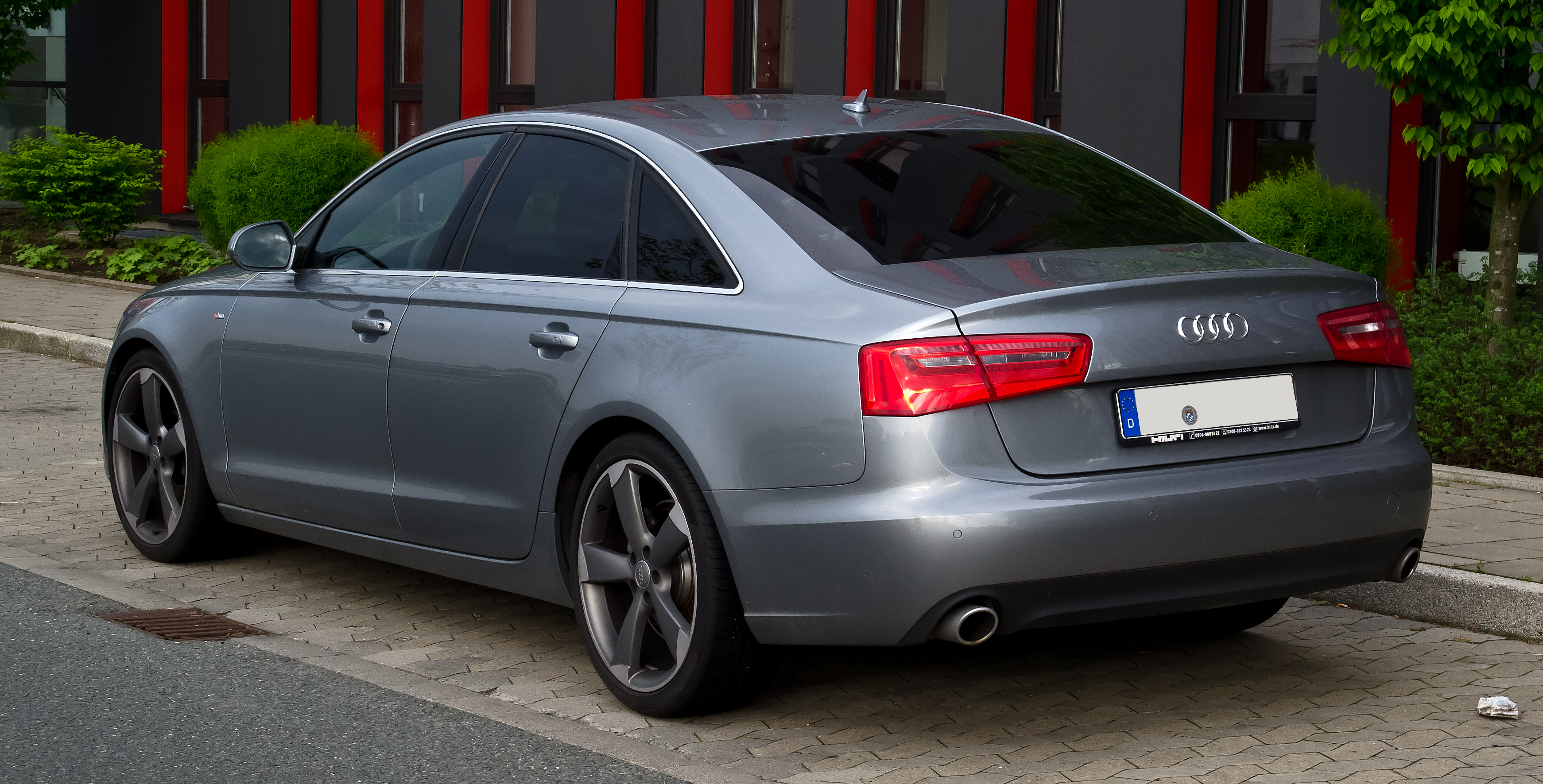
Audi A6 IV (C7) – tył

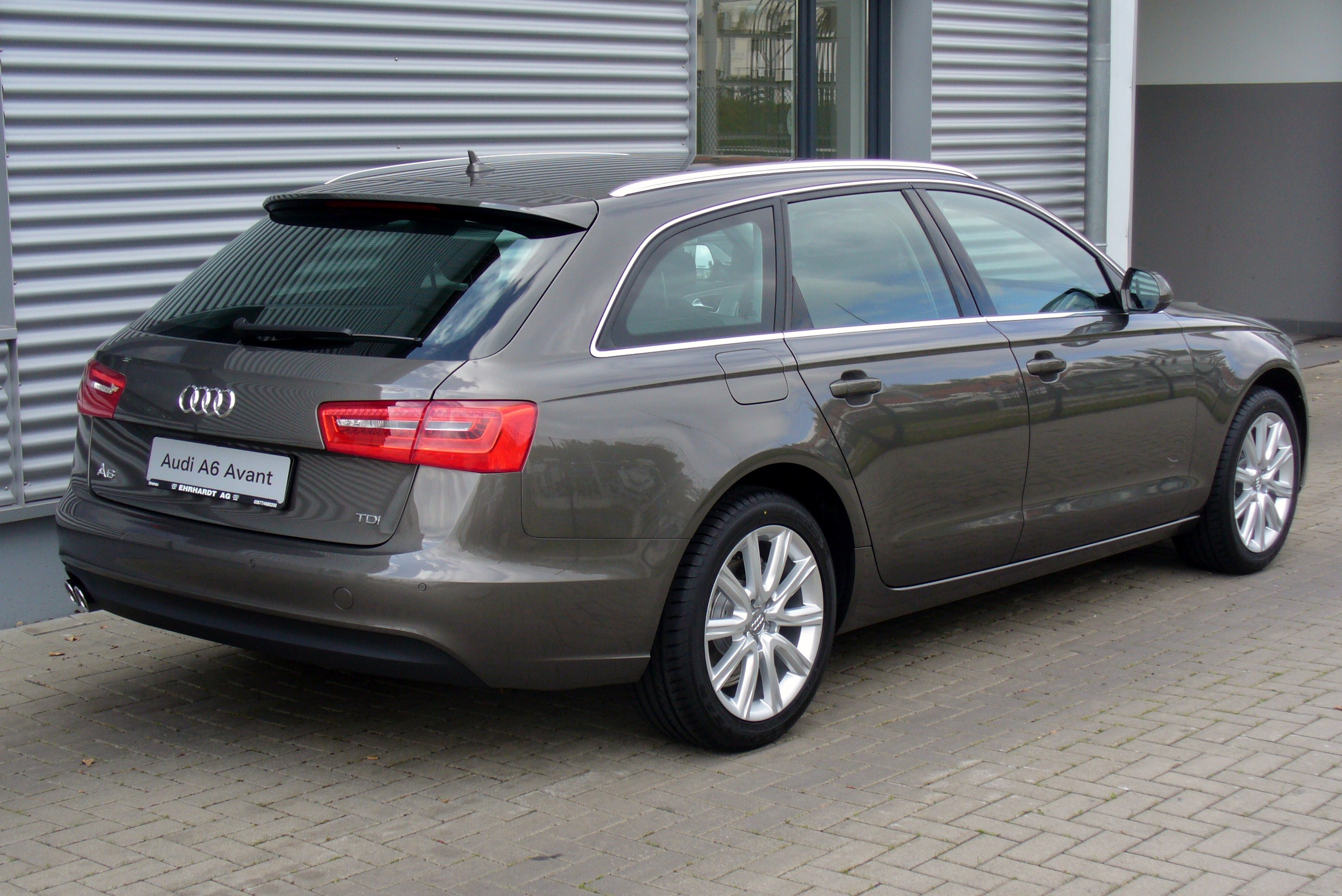
Audi A6 IV Avant (C7)

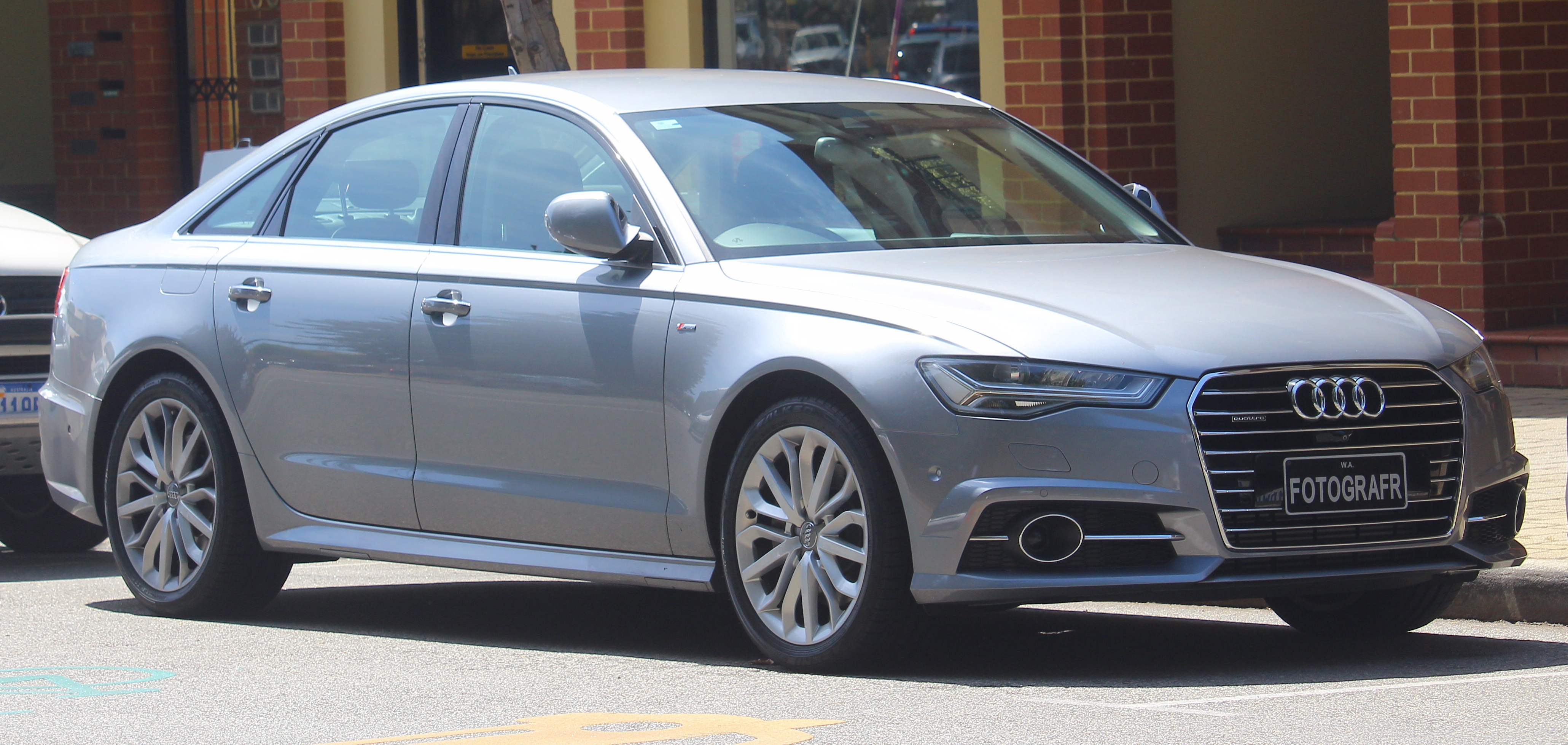
Audi A6 IV (C7) po liftingu

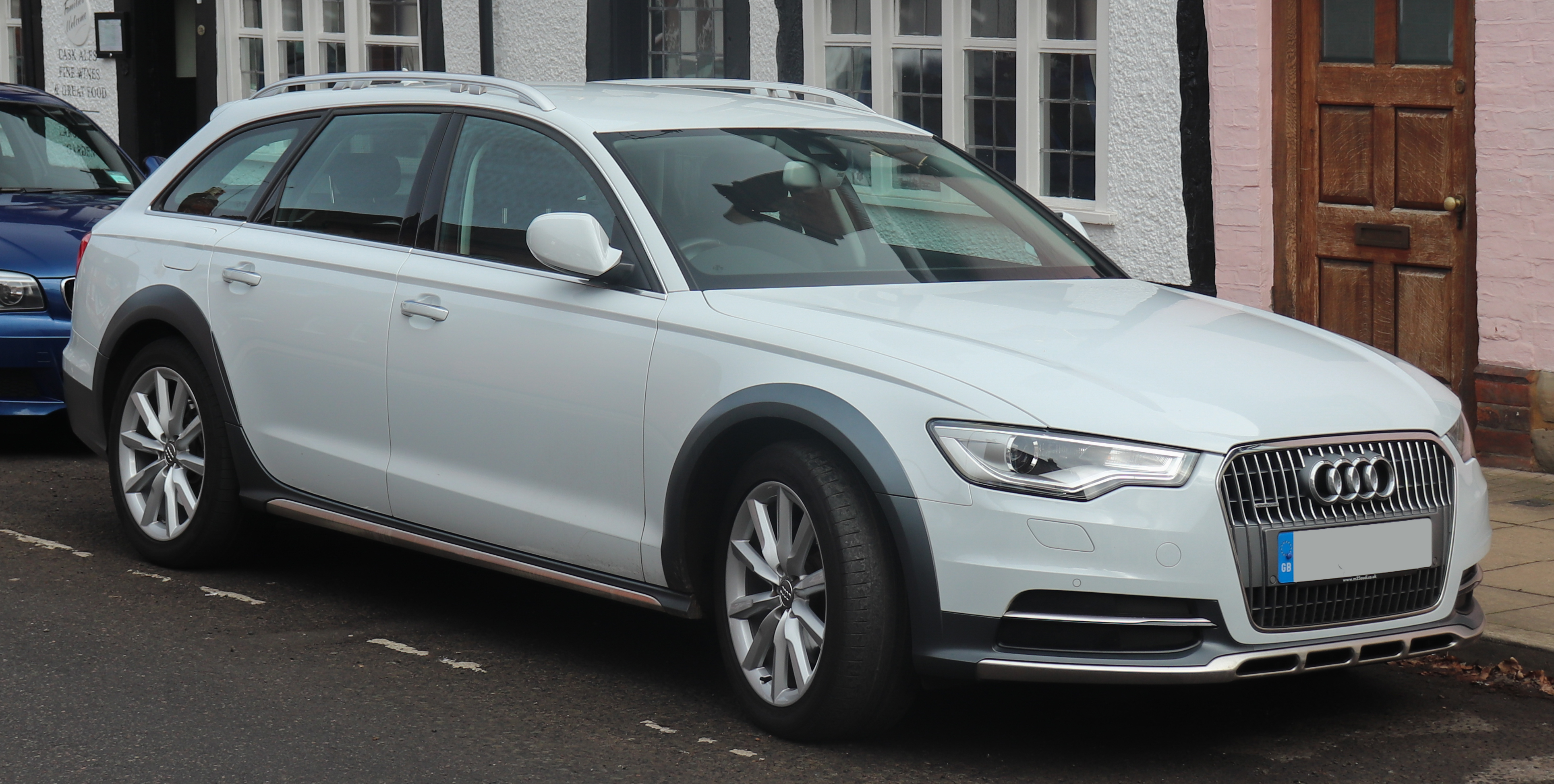
Audi A6 Allroad III (C7)

Audi A6 IV został zaprezentowany po raz pierwszy jesienią 2011 roku.
A6 czwartej generacji oznaczone symbolem C7 zostało po raz pierwszy zaprezentowane podczas targów motoryzacyjnych w Paryżu w 2011 roku.
Do produkcji w tym samym roku weszły wersje Limousine i Avant. W roku 2012 producent wprowadził wersję A6 allroad quattro bazującą na modelu Avant. W porównaniu z Avantem A6 allroad quattro ma szersze błotniki, większy o 6 cm prześwit, a także stalową osłonę podwozia z przodu i z tyłu.
Także w roku 2012 na rynku pojawiło się Audi A6 hybrid. Jego moc pochodzi z dwóch źródeł. Spalinowy silnik 2.0 TFSI o mocy 155 kW (211 KM) współpracuje z jednostką elektryczną o mocy 40 kW (54 KM). W 2013 zaprezentowano najmocniejszą wersję modelu – RS 6 Avant. Samochód napędzany jest silnikiem V8 biturbo z bezpośrednim wtryskiem, o pojemności 3 993 cm³. Dzięki tak dużej pojemności, jednostka generuje moc 412 kW (560 KM), a stały moment obrotowy 700 Nm jest dostępny w zakresie od 1750 do 5500 obr./min.
W październiku 2014 roku podczas targów motoryzacyjnych w Paryżu zaprezentowano wersję po faceliftingu. Dokonano znaczących modyfikacji rozwiązań technicznych. Zmieniono m.in. atrapę chłodnicy, progi, wloty powietrza, końcówki układu wydechowego, przednie zderzaki oraz reflektory, które opcjonalnie wyposażyć można w reflektory typu LED, a nawet LED Matrix. Przede wszystkim udoskonalono jednostki napędowe, które spełniają normy Euro 6. Najbardziej wydajne silniki benzynowe i wysokoprężne montowane w A6 po face liftingu określa się mianem „ultra”. Jednostka 1.8 TFSI ultra w połączeniu z całkowicie nową automatyczną skrzynią biegów S tronic, na 100 km zużywa średnio 5,7 litra paliwa. Natomiast silnik 2.0 TDI ultra o mocy 110 kW (150 KM) charakteryzuje się wyjątkowo niskim spalaniem, rzędu 4,4-4,6 litra paliwa na 100 km.
Inżynierowie Audi przy modelu A6 C7 dokonali również znacznego obniżenia masy pojazdu (ok. 50 kg mniej niż w poprzednim modelu). Np. model z silnikiem 1,8 TFS waży tylko 1535 kg. Przełożyło się to na lepsze prowadzenie i większą efektywność jednostek napędowych.

### A6 Allroad
Trzecia generacja A6 Allroad została zaprezentowana w marcu 2012 roku na Geneva Motor Show. Do napędu użyto jednostek V6 3.0: benzynowej TFSI oraz wysokprężnej TDI.

### Dane techniczne[59]
|                                                    | 2.0 TFSI (napęd hybrydowy) tylko w wersji Limousine | 1.8 TFSI                          | 2.0 TFSI                          | 2.0 TFSI                              | 2.8 FSI | 3.0 TFSI                                                                                 | 3.0 TFSI                                                                                 | 3.0 TFSI                                                                                 | 4.0 TFSI (S6)                                                                            | 4.0 TFSI (S6)                                                                            | 4.0 TFSI (RS6) tylko w wersji Avant                                                      |
| -------------------------------------------------- | --------------------------------------------------- | --------------------------------- | --------------------------------- | ------------------------------------- | --- | ---------------------------------------------------------------------------------------- | ---------------------------------------------------------------------------------------- | ---------------------------------------------------------------------------------------- | ---------------------------------------------------------------------------------------- | ---------------------------------------------------------------------------------------- | ---------------------------------------------------------------------------------------- |
| Dostępność dla zamawiających:                      | od 01/2012                                          | od 09/2014                        | 10/2011–09/2014                   | od 09/2014                            | 12/2010–09/2014 | 12/2010–04/2012                                                                          | 01/2012–09/2014                                                                          | od 09/2014                                                                               | 04/2012–09/2014                                                                          | od 09/2014                                                                               | od 02/2013                                                                               |
| Rodzaj silnika:                                    | Rzędowy, z wtryskiem bezpośrednim                   | Rzędowy, z wtryskiem bezpośrednim | Rzędowy, z wtryskiem bezpośrednim | Rzędowy, z wtryskiem bezpośrednim     | Widlasty, z wtryskiem bezpośrednim | Widlasty, z wtryskiem bezpośrednim                                                       | Widlasty, z wtryskiem bezpośrednim                                                       | Widlasty, z wtryskiem bezpośrednim                                                       | Widlasty, z wtryskiem bezpośrednim                                                       | Widlasty, z wtryskiem bezpośrednim                                                       | Widlasty, z wtryskiem bezpośrednim                                                       |
| Doładowanie silnika:                               | Turbosprężarka                                      | Turbosprężarka                    | Turbosprężarka                    | Turbosprężarka                        | – | Kompresor                                                                                | Kompresor                                                                                | Kompresor                                                                                | Sprężarka biturbo                                                                        | Sprężarka biturbo                                                                        | Sprężarka biturbo                                                                        |
| Cylindry/Zawory:                                   | 4/16                                                | 4/16                              | 4/16                              | 4/16                                  | 6/24 | 6/24                                                                                     | 6/24                                                                                     | 6/24                                                                                     | 8/32                                                                                     | 8/32                                                                                     | 8/32                                                                                     |
| Pojemność:                                         | 1984 cm³                                            | 1798 cm³                          | 1984 cm³                          | 1984 cm³                              | 2773 cm³ | 2995 cm³                                                                                 | 2995 cm³                                                                                 | 2995 cm³                                                                                 | 3993 cm³                                                                                 | 3993 cm³                                                                                 | 3993 cm³                                                                                 |
| Moc maksymalna przy liczbie obrotów−1:             | 180 kW (245 KM)/                                    | 140 kW (190 KM)/ 4200–6200        | 132 kW (180 KM)/ 4000–6000        | 185 kW (252 KM)/ 4900–5900            | 150 kW (204 KM)/ 5250–6250 | 220 kW (300 KM)/ 5250–6500                                                               | 228 kW (310 KM)/ 5500–6500                                                               | 245 kW (333 KM)/ 5300–6500                                                               | 309 kW (420 KM)/ 5500–6400                                                               | 331 kW (450 KM)/ 5800–6400                                                               | 412 kW (560 KM)/ 5700–6600                                                               |
| Maksymalny moment obrotowy przy liczbie obrotów−1: | 480 Nm/                                             | 320 Nm/ 1400–4100                 | 320 Nm/ 1500–3900                 | 370 Nm/ 1600–4700                     | 280 Nm/ 3000–5000 | 440 Nm/2900–4500                                                                         | 440 Nm/2900–4500                                                                         | 440 Nm/ 2900–5300                                                                        | 550 Nm/ 1400–5200                                                                        | 550 Nm/ 1400–5700                                                                        | 700 Nm/ 1750–5500                                                                        |
| Rodzaj napędu, standardowo:                        | Napęd na przednią oś                                | Napęd na przednią oś              | Napęd na przednią oś              | Napęd na przednią oś                  | Napęd na przednią oś | Napęd na 4 koła quattro                                                                  | Napęd na 4 koła quattro                                                                  | Napęd na 4 koła quattro                                                                  | Napęd na 4 koła quattro                                                                  | Napęd na 4 koła quattro                                                                  | Napęd na 4 koła quattro                                                                  |
| Opcjonalny rodzaj napędu:                          | –                                                   | –                                 | –                                 | –                                     | Napęd na 4 koła quattro | –                                                                                        | –                                                                                        | –                                                                                        | –                                                                                        | –                                                                                        | –                                                                                        |
| Skrzynia biegów standardowo::                      | 8-biegowa tiptronic                                 | manualna, 6-biegowa               | manualna, 6-biegowa               | 7-biegowa S tronic                    | manualna, 6-biegowa | 7-biegowa S tronic                                                                       | 7-biegowa S tronic                                                                       | 7-biegowa S tronic                                                                       | 7-biegowa S tronic                                                                       | 7-biegowa S tronic                                                                       | 8-biegowa tiptronic                                                                      |
| Opcjonalne skrzynie biegów:                        | –                                                   | 7-biegowa S tronic                | multitronic                       | –                                     | multitronic/ multitronic przy napędzie tylko na przednią oś, 7-biegowy S tronic przy napędzie na cztery koła quattro 7-biegowa S tronic | –                                                                                        | –                                                                                        | –                                                                                        | –                                                                                        | –                                                                                        | –                                                                                        |
| Masa własna pojazdu:                               | 1845 kg                                             | 1610–1710 kg                      | 1615–1705 kg                      | 1670–1735 kg                          | 1645–1805 kg | 1815–1865 kg                                                                             | 1815–1930 kg                                                                             | 1825–1945 kg                                                                             | 1970–2025 kg                                                                             | 1970–2035 kg                                                                             | 2010–2025 kg                                                                             |
| Maksymalna ładowność:                              | 550 kg                                              | 580–630 kg                        | 580–630 kg                        | 580–630 kg                            | 580–630 kg | 610–630 kg                                                                               | 610–650 kg                                                                               | 610–635 kg                                                                               | 610–630 kg                                                                               | 610–630 kg                                                                               | 540–630 kg                                                                               |
| Przyspieszenie, 0–100 km/h:                        | 7,5 s                                               | 7,9–8,2 s                         | 8,1–8,6 s                         | 6,7–6,9 s                             | 7,7–8,3 s | 5,5–5,6 s                                                                                | 5,5–5,9 s                                                                                | 5,1–5,8 s                                                                                | 4,6–4,9 s                                                                                | 4,4–4,6 s                                                                                | 3,9 s                                                                                    |
| Prędkość maksymalna:                               | 240 km/h                                            | 225–233 km/h                      | 218–232 km/h                      | 250 km/h (ograniczona elektronicznie) | 230–242 km/h | 250 km/h (ograniczona elektronicznie) w wersji RS6 ograniczenie do 280 km/h lub 305 km/h | 250 km/h (ograniczona elektronicznie) w wersji RS6 ograniczenie do 280 km/h lub 305 km/h | 250 km/h (ograniczona elektronicznie) w wersji RS6 ograniczenie do 280 km/h lub 305 km/h | 250 km/h (ograniczona elektronicznie) w wersji RS6 ograniczenie do 280 km/h lub 305 km/h | 250 km/h (ograniczona elektronicznie) w wersji RS6 ograniczenie do 280 km/h lub 305 km/h | 250 km/h (ograniczona elektronicznie) w wersji RS6 ograniczenie do 280 km/h lub 305 km/h |
| Spalanie na 100 km w cyklu mieszanym::             | 6,2 l Super                                         | 5,7–6,2 l Super                   | 6,4–6,6 l Super                   | 5,9–6,0 l Super                       | 7,4–8,0 l Super | 8,2 l Super                                                                              | 8,2–8,9 l Super                                                                          | 7,4–8,0 l Super                                                                          | 9,6–9,7 l Super                                                                          | 9,2–9,4 l Super                                                                          | 9,6–9,8 l Super                                                                          |
| Emisja CO2w cyklu mieszanym:                       | 145 g/km                                            | 133–144 g/km                      | 149–154 g/km                      | 137–140 g/km                          | 172–187 g/km | 190 g/km                                                                                 | 190–206 g/km                                                                             | 172–185 g/km                                                                             | 225–226 g/km                                                                             | 214–219 g/km                                                                             | 223–229 g/km                                                                             |
| Norma emisji spalin według klasyfikacji UE:        | Euro 5                                              | Euro 6                            | Euro 5                            | Euro 6                                | Euro 5 | Euro 5                                                                                   | Euro 5                                                                                   | Euro 6                                                                                   | Euro 5                                                                                   | Euro 6                                                                                   | Euro 6 do 09/2014 – Euro 5                                                               |

|                                                    | 2.0 TDI                                                 | 2.0 TDI ultra                                           | 2.0 TDI                                                 | 2.0 TDI ultra                                           | 3.0 TDI | 3.0 TDI clean diesel                                     | 3.0 TDI clean diesel                                     | 3.0 TDI                                                  | 3.0 TDI clean diesel                                     | 3.0 TDI                                                  | 3.0 TDI clean diesel                                     | 3.0 TDI competition                                      |                                                          |
| -------------------------------------------------- | ------------------------------------------------------- | ------------------------------------------------------- | ------------------------------------------------------- | ------------------------------------------------------- | --- | -------------------------------------------------------- | -------------------------------------------------------- | -------------------------------------------------------- | -------------------------------------------------------- | -------------------------------------------------------- | -------------------------------------------------------- | -------------------------------------------------------- | -------------------------------------------------------- |
| Dostępność dla zamawiających:                      | 10/2013–09/2014                                         | od 09/2014                                              | 01/2011–02/2014                                         | od 02/2014                                              | 12/2010–09/2014 | od 09/2014                                               | od 09/2014                                               | 12/2010–09/2014                                          | od 09/2014                                               | 12/2011–09/2014                                          | od 09/2014                                               | od 09/2014                                               |                                                          |
| Typ silnika:                                       | Rzędowy, wtrysk typu Common Rail, filtr cząstek stałych | Rzędowy, wtrysk typu Common Rail, filtr cząstek stałych | Rzędowy, wtrysk typu Common Rail, filtr cząstek stałych | Rzędowy, wtrysk typu Common Rail, filtr cząstek stałych | Widlasty, wtrysk typu Common Rail, filtr cząstek stałych                                                                 | Widlasty, wtrysk typu Common Rail, filtr cząstek stałych | Widlasty, wtrysk typu Common Rail, filtr cząstek stałych | Widlasty, wtrysk typu Common Rail, filtr cząstek stałych | Widlasty, wtrysk typu Common Rail, filtr cząstek stałych | Widlasty, wtrysk typu Common Rail, filtr cząstek stałych | Widlasty, wtrysk typu Common Rail, filtr cząstek stałych | Widlasty, wtrysk typu Common Rail, filtr cząstek stałych | Widlasty, wtrysk typu Common Rail, filtr cząstek stałych |
| Doładowanie:                                       | Turbosprężarka                                          | Turbosprężarka                                          | Turbosprężarka                                          | Turbosprężarka                                          | Turbosprężarka | Turbosprężarka                                           | Turbosprężarka                                           | Turbosprężarka                                           | Turbosprężarka                                           | Sprężarka biturbo                                        | Sprężarka biturbo                                        | Sprężarka biturbo                                        |                                                          |
| Cylindry/Zawory:                                   | 4/16                                                    | 4/16                                                    | 4/16                                                    | 4/16                                                    | 6/24 | 6/24                                                     | 6/24                                                     | 6/24                                                     | 6/24                                                     | 6/24                                                     | 6/24                                                     | 6/24                                                     |                                                          |
| Pojemność:                                         | 1968 cm³                                                | 1968 cm³                                                | 1968 cm³                                                | 1968 cm³                                                | 2967 cm³ | 2967 cm³                                                 | 2967 cm³                                                 | 2967 cm³                                                 | 2967 cm³                                                 | 2967 cm³                                                 | 2967 cm³                                                 | 2967 cm³                                                 |                                                          |
| Moc maksymalna przy liczbie obrotów−1:             | 100 kW (136 KM)/ 4200                                   | 110 kW (150 KM)/ 3000–4200                              | 130 kW (177 KM)/ 4200                                   | 140 kW (190 KM)/ 3800–4200                              | 150 kW (204 KM)/ 3250–4500                                                                                               | 160 kW (218 KM)/ 4000–4750                               | 160 kW (218 KM)/ 3250–4500                               | 180 kW (245 KM)/ 4000–4500                               | 200 kW (272 KM)/ 3500–4250                               | 230 kW (313 KM)/ 3900–4500                               | 235 kW (320 KM)/ 3900–4600                               | 240 kW (326 KM)/ 4000–4500 chwilowo do 255 kW (346 KM)   |                                                          |
| Maksymalny moment obrotowy przy liczbie obrotów−1: | 350 Nm/ 1750–2500                                       | 350 Nm/ 1500–3000                                       | 380 Nm/ 1750–2500                                       | 400 Nm/ 1750–3000                                       | 400 Nm/ 1250–3500 450 Nm/ 1250–3500 450 Nm/1250–3500 z napędem na cztery koła quattro                                    | 400 Nm/ 1250–3750                                        | 500 Nm/ 1250–3000                                        | 580 Nm/ 1750–2500 do 04/2012: 500 Nm/1400–3250           | 580 Nm/ 1500–3250                                        | 650 Nm/ 1450–2800                                        | 650 Nm/1400–2800                                         | 650 Nm/1400–2800                                         |                                                          |
| Rodzaj napędu, standardowo:                        | Napęd na przednią oś                                    | Napęd na przednią oś                                    | Napęd na przednią oś                                    | Napęd na przednią oś                                    | Napęd na przednią oś | Napęd na przednią oś                                     | Napęd na 4 koła quattro                                  | Napęd na 4 koła quattro                                  | Napęd na 4 koła quattro                                  | Napęd na 4 koła quattro                                  | Napęd na 4 koła quattro                                  | Napęd na 4 koła quattro                                  |                                                          |
| Opcjonalny rodzaj napędu:                          | – 2.0 ultra 190 koni, opcję miał quattro                | – 2.0 ultra 190 koni, opcję miał quattro                | – 2.0 ultra 190 koni, opcję miał quattro                | – 2.0 ultra 190 koni, opcję miał quattro                | Napęd na 4 koła quattro                                                                                                  | –                                                        | –                                                        | –                                                        | –                                                        | –                                                        | –                                                        |                                                          |                                                          |
| Skrzynia biegów, standardowo:                      | 6-biegowa, manualna                                     | 6-biegowa, manualna                                     | 6-biegowa, manualna                                     | 6-biegowa, manualna                                     | 6-biegowa, manualna | 7-biegowa S tronic                                       | 7-biegowa S tronic                                       | 7-biegowa S tronic                                       | 7-biegowa S tronic                                       | 8-biegowa tiptronic                                      | 8-biegowa tiptronic                                      | 8-biegowa tiptronic                                      |                                                          |
| Skrzynia biegów, opcjonalnie:                      | multitronic                                             | 7-biegowa S tronic                                      | multitronic                                             | 7-biegowa S tronic                                      | multitronic/7-biegowa S tronic multitronic z napędem na przednią oś, 7-biegowa S tronic z napędem na cztery koła quattro | –                                                        | –                                                        | –                                                        | –                                                        | –                                                        | –                                                        | –                                                        |                                                          |
| Masa własna pojazdu:                               | 1650–1725 kg                                            | 1700–1800 kg                                            | 1650–1725 kg                                            | 1700–1800 kg                                            | 1700–1930 kg | 1770–1835 kg                                             | 1840–1965 kg                                             | 1795–1955 kg                                             | 1845–1970 kg                                             | 1865–1985 kg                                             | 1910–2030 kg                                             | 1940–2005 kg                                             |                                                          |
| Maksymalna ładowność:                              | 580–630 kg                                              | 580–630 kg                                              | 580–630 kg                                              | 580–630 kg                                              | 580–650 kg | 580–630 kg                                               | 610–630 kg                                               | 610–650 kg                                               | 610–630 kg                                               | 610–650 kg                                               | 610–630 kg                                               | 610–630 kg                                               |                                                          |
| Przyspieszenie od 0–100 km/h:                      | 8,9–10,6 s                                              | 9,5–9,9 s                                               | 8,2–9,0 s                                               | 8,2–8,7 s                                               | 7,0–7,9 s | 7,1–7,3 s                                                | 6,6–7,3 s                                                | 6,1–6,7 s                                                | 5,5–6,2                                                  | 5,1–5,6 s                                                | 5,0–5,5 s                                                | 4,9–5,1 s                                                |                                                          |
| Prędkość maksymalna:                               | 200–209 km/h                                            | 209–214 km/h                                            | 216–228 km/h                                            | 226–232 km/h                                            | 223–242 km/h | 234–244 km/h                                             | 227–244 km/h                                             | 236–250 km/h                                             | 250 km/h (ograniczona elektronicznie)                    | 250 km/h (ograniczona elektronicznie)                    | 250 km/h (ograniczona elektronicznie)                    | 250 km/h (ograniczona elektronicznie)                    |                                                          |
| Spalanie na 100 km w cyklu mieszanym:              | 4,9–5,1 l ON                                            | 4,2–4,5 l ON                                            | 4,9–5,1 l ON                                            | 4,4–4,6 l ON                                            | 5,1–6,1 l ON | 4,7–4,8 l ON                                             | 5,1–5,6 l ON                                             | 5,9–6,3 l ON                                             | 5,1–5,6 l ON                                             | 6,4–6,7 l ON                                             | 6,0–6,5 l ON                                             | 6,2–6,4 l ON                                             |                                                          |
| Emisja CO2w cyklu mieszanym:                       | 129–135 g/km                                            | 109–117 g/km                                            | 129–135 g/km                                            | 113–119 g/km                                            | 133–159 g/km | 122–125 g/km                                             | 133–149 g/km                                             | 156–165 g/km                                             | 133–149 g/km                                             | 169–176 g/km                                             | 159–172 g/km                                             | 164–169 g/km                                             |                                                          |
| Norma emisji spalin według klasyfikacji UE:        | Euro 5                                                  | Euro 6                                                  | Euro 5                                                  | Euro 6                                                  | Euro 5 | Euro 6                                                   | Euro 6                                                   | Euro 5                                                   | Euro 6                                                   | Euro 5                                                   | Euro 6                                                   | Euro 6                                                   |                                                          |

### Dane techniczne (A6 Allroad)
| Wersja                | Silnik:                          | Układ zasilania:   | Średnica × skok tłoka: | St. sprężania:     | Moc maksymalna:                         | Maks. moment obrotowy           | 0–100 km/h:        | V-max:             | Śr. zuż. paliwa:   |
| Silniki benzynowe:    | Silniki benzynowe:               | Silniki benzynowe: | Silniki benzynowe:     | Silniki benzynowe: | Silniki benzynowe:                      | Silniki benzynowe:              | Silniki benzynowe: | Silniki benzynowe: | Silniki benzynowe: |
| --------------------- | -------------------------------- | ------------------ | ---------------------- | ------------------ | --------------------------------------- | ------------------------------- | ------------------ | ------------------ | ------------------ |
| 3.0 TFSI              | V6 3,0 l (2995 cm³), DOHC, turbo | wtrysk FSI         | 84,50 × 89,00 mm       | 10,3:1             | 310 KM (228 kW) przy 5500-6500 obr./min | 440 N·m przy 2900-4500 obr./min | 5,9 s              | 250 km/h           | 8,9 l/100 km       |
| Silniki wysokoprężne: |                                  |                    |                        |                    |                                         |                                 |                    |                    |                    |
| 3.0 TDI               | V6 3,0 l (2967 cm³), DOHC, turbo | common rail        | 83,00 × 91,40 mm       | 16,8:1             | 204 KM (150 kW) przy 3250-4500 obr./min | 450 N·m przy 1250-3000 obr./min | 7,5 s              | 223 km/h           | 6,1 l/100 km       |
| 3.0 TDI Clean Diesel  | V6 3,0 l (2967 cm³), DOHC, turbo | common rail        | 83,00 × 91,40 mm       | 16,8:1             | 245 KM (180 kW) przy 4000-4500 obr./min | 580 N·m przy 1750-2500 obr./min | 6,7 s              | 236 km/h           | 6,3 l/100 km       |
| 3.0 TDI Clean Diesel  | V6 3,0 l (2967 cm³), DOHC, turbo | common rail        | 83,00 × 91,40 mm       | 16,8:1             | 320 KM (235 kW) przy 3900 obr./min      | 650 N·m przy 1400-2800 obr./min | 5,5 s              | 250 km/h           | 6,5 l/100 km       |

## Piąta generacja

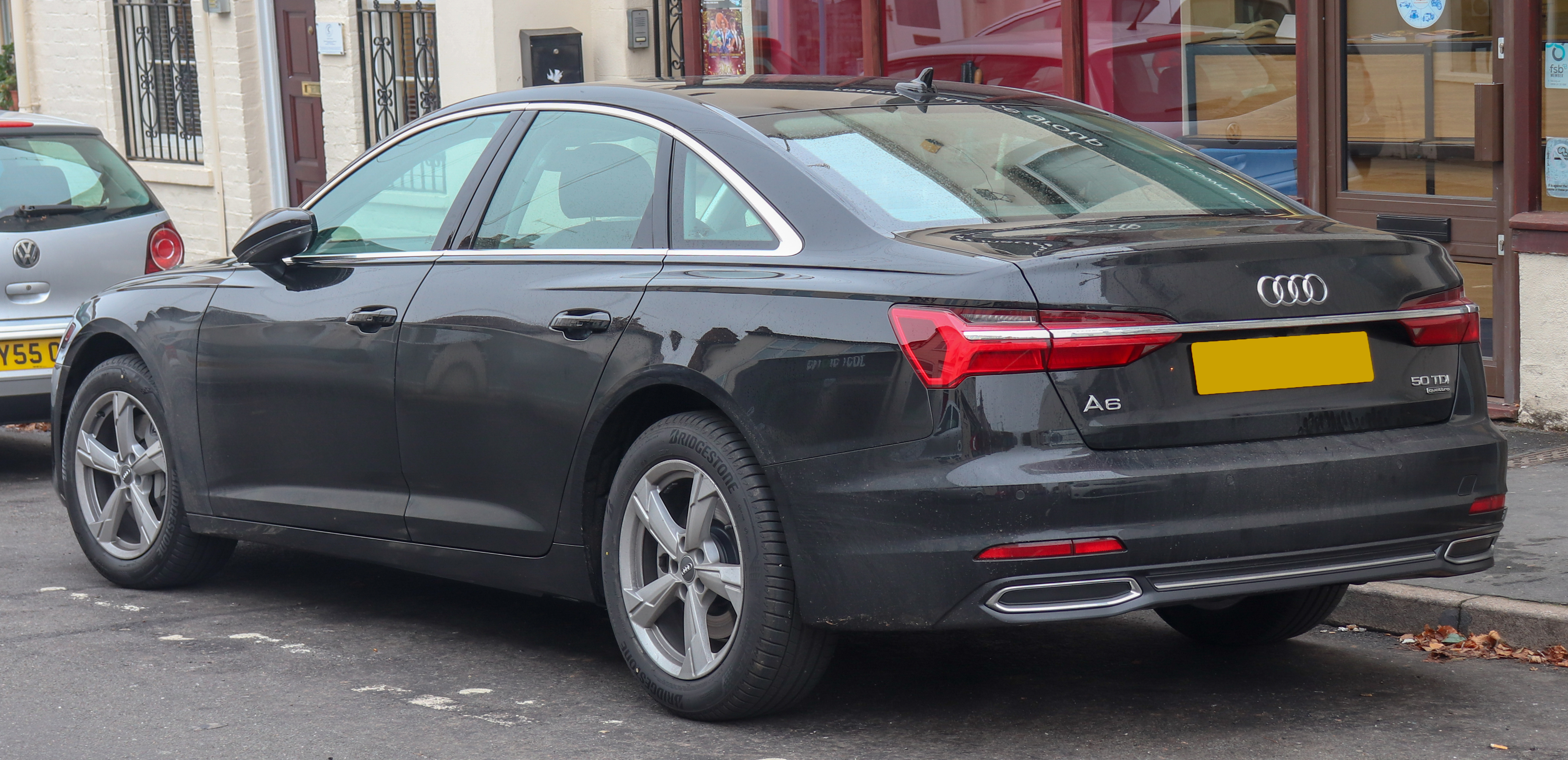
Audi A6 V (C8) – tył

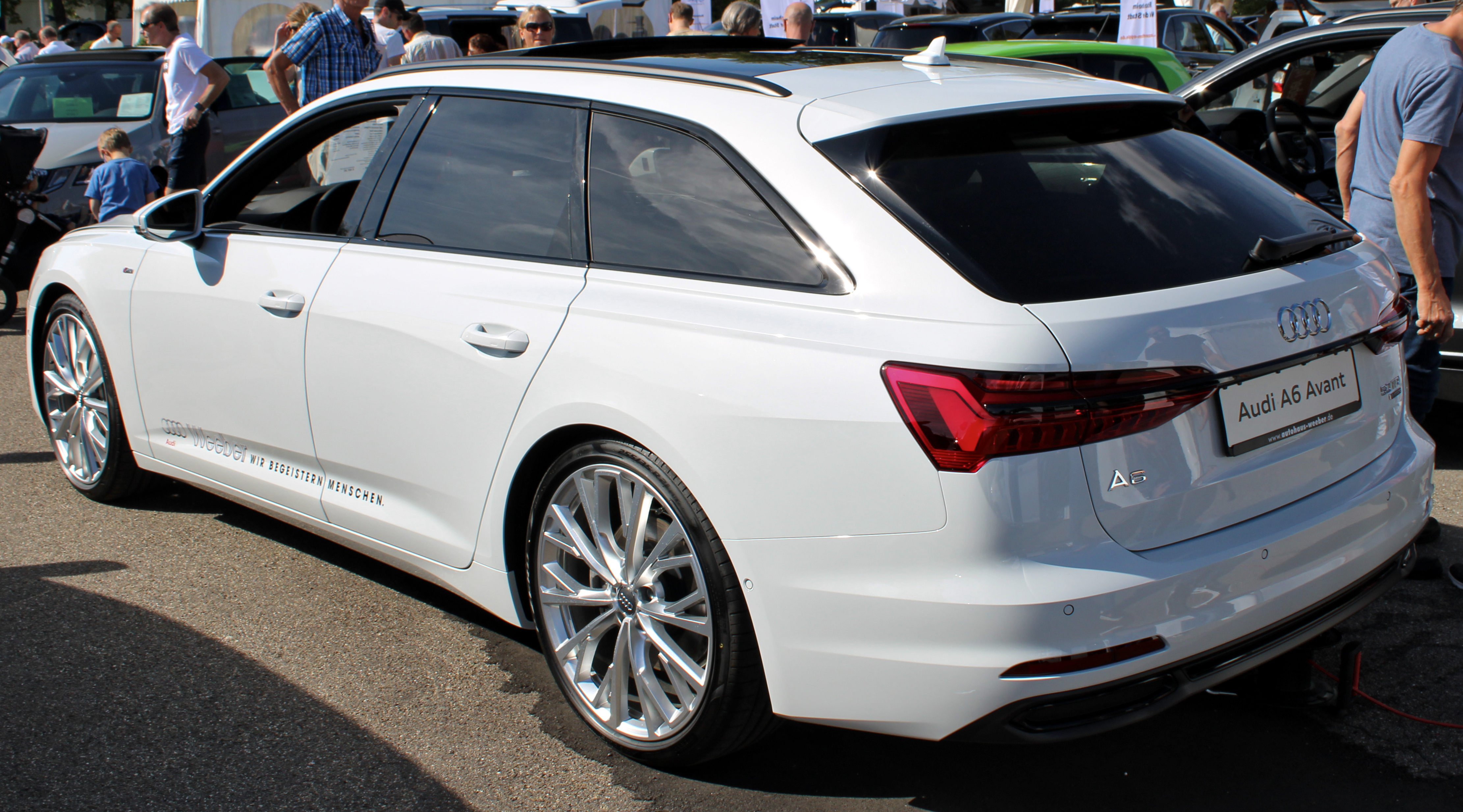
Audi A6 V Avant (C8)

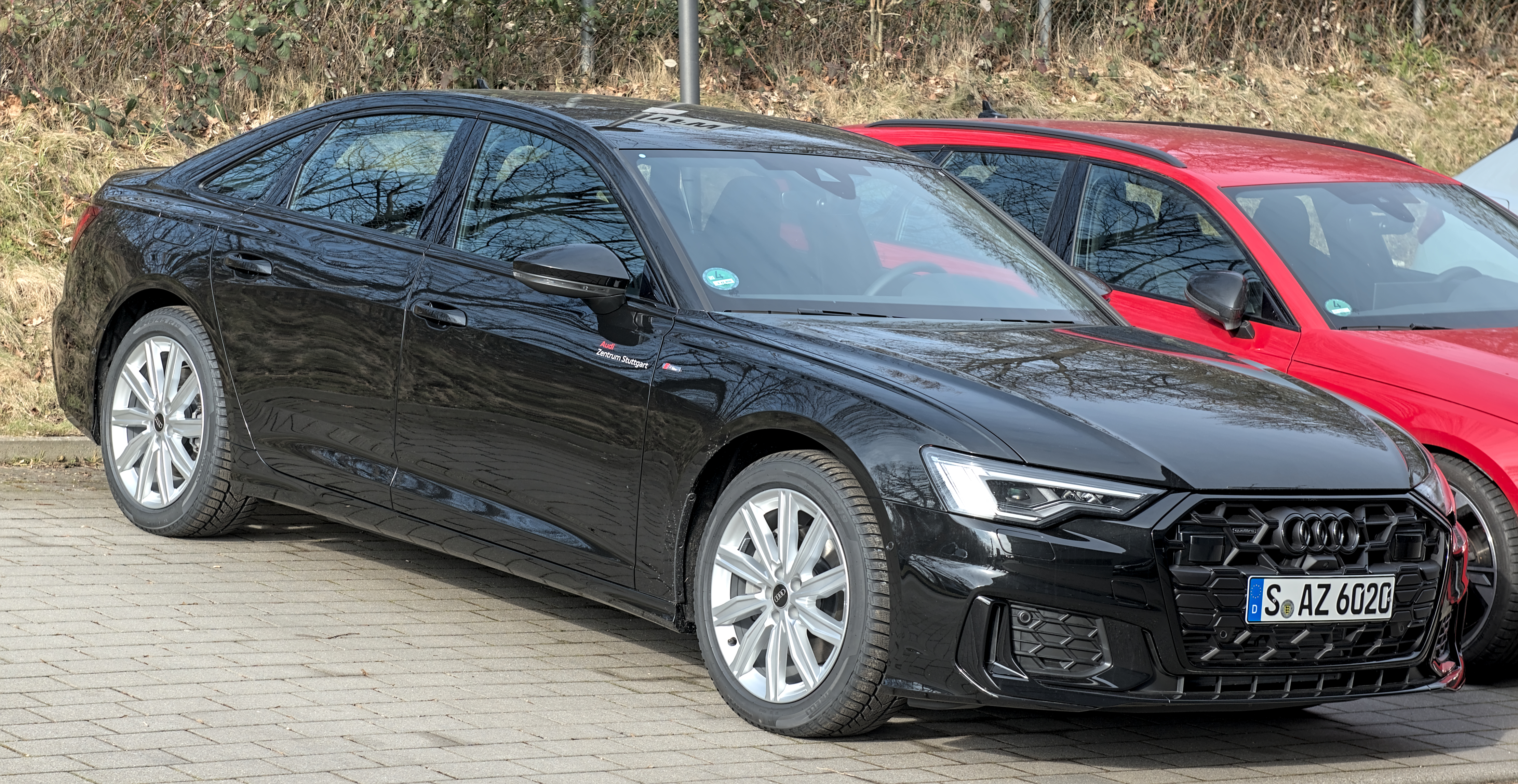
Audi A6 V (C8) po liftingu

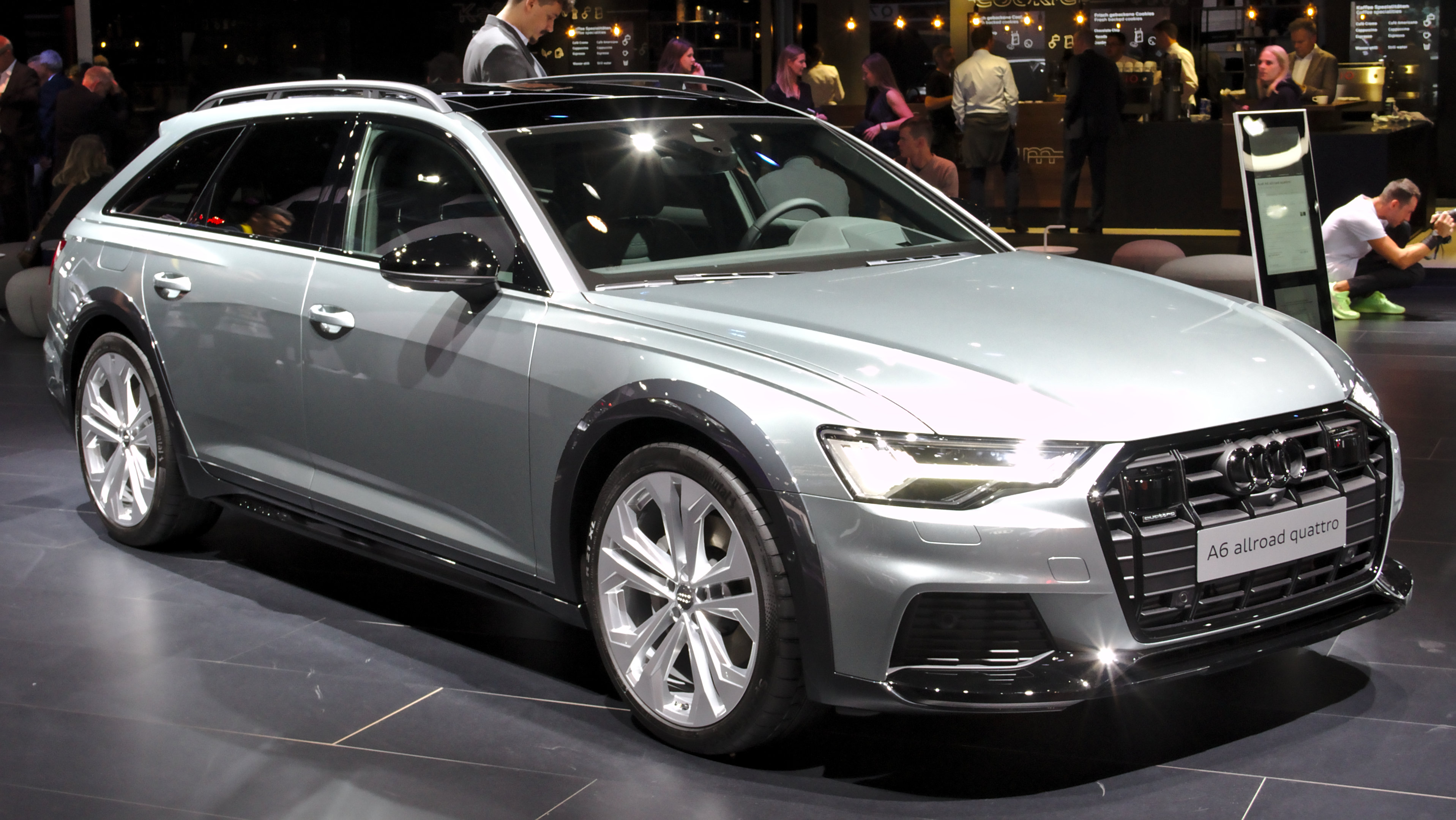
Audi A6 Allroad III (C8)

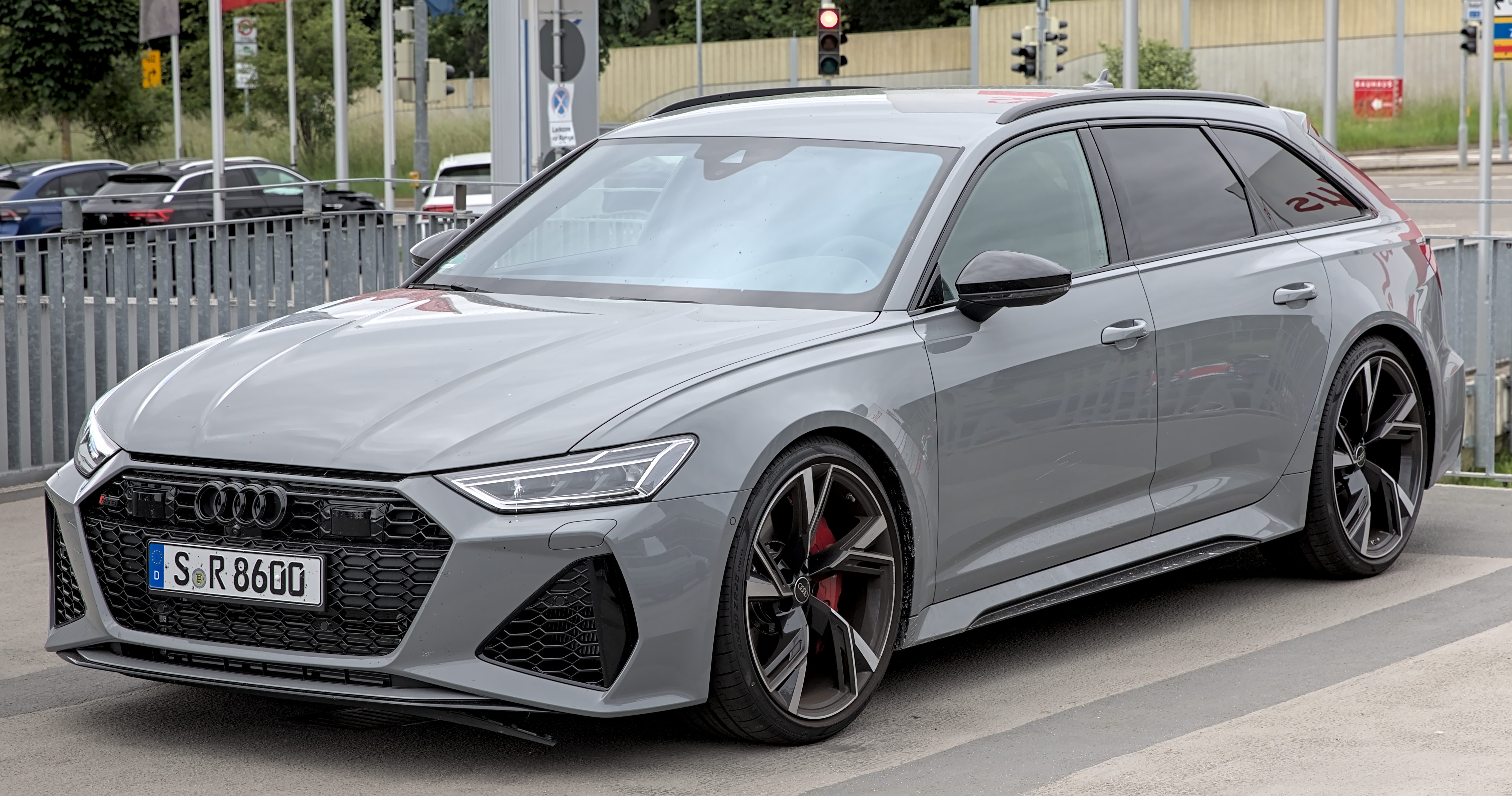
Audi RS6 (C8)

Audi A6 V zostało zaprezentowane po raz pierwszy w marcu 2018 roku.
A6 piątej generacji otrzymało kod fabryczny C8. Nowe wcielenie jednego, z najpopularniejszych samochodów niemieckiej marki zadebiutowało w marcu 2018 roku jako trzeci model reprezentujący nową estetykę marki po nowych Audi A8 i Audi A7. Podobnie jak poprzednik, samochód przejął deskę rozdzielczą z A7, tym samym wprowadzając do tego modelu nowy cyfrowy kokpit składający się z 3 dużych wyświetlaczy – zastępującego tradycyjne zegary, panel guzików do sterowania radia i panel klimatyzacji. Piąta generacja A6 na tle poprzedników nie wyróżnia się innymi proporcjami, choć samochód wyraźnie urósł – z naciskiem na większy rozstaw osi.
W maju 2018 roku przedstawiono drugi wariant nadwozia – wersję kombi, czyli Avant.
W maju 2023 roku samochód przeszedł delikatną modernizację. Zmodyfikowano głównie przedni grill i zderzak. Dostał on fabrycznie 12,3-calowy ekran wskaźników. Do tej pory bazowe wersje posiadały jeszcze analogowe wskaźniki, które łączyły się z kolorowym ekranem komputera pokładowego. Subtelnie odświeżono też wzory tapicerek.

### Dane techniczne[66][67]
| Wersja                                  | Pojemność [cm³] | Układ cylindrów | Maks. moc | Maks. moment obr. | Przyspieszenie 0–100 km/h | Prędkość maks. | Napęd |
| --------------------------------------- | --------------- | --------------- | --------- | ----------------- | ------------------------- | -------------- | ----- |
| 45TFSI                                  | 1984            | R4              | 245KM     | 370Nm             | 6,8s                      | 250 km/h       | FWD   |
| 45TFSI (od 2020r)                       | 1984            | R4              | 265KM     | 370Nm             | 6,7s                      | 250 km/h       | FWD   |
| 45TFSI quattro                          | 1984            | R4              | 265KM     | 370Nm             | 6,0s                      | 250 km/h       | AWD   |
| 55TFSI quattro                          | 2995            | V6              | 340KM     | 500Nm             | 5,1s                      | 250 km/h       | AWD   |
| S6 TFSI quattro (niedostępne w Europie) | 2901            | V6              | 444KM     | 600Nm             | 4,5s                      | 250 km/h       | AWD   |
| RS6 TFSI quattro                        | 3993            | V8              | 600KM     | 800Nm             | 3,6s                      | 250 km/h       | AWD   |

| Wersja                                    | Pojemność [cm³] | Układ cylindrów | Maks. moc | Maks. moment obr. | Przyspieszenie 0–100 km/h | Prędkość maks. | Napęd |
| ----------------------------------------- | --------------- | --------------- | --------- | ----------------- | ------------------------- | -------------- | ----- |
| 35TDI                                     | 1968            | R4              | 163KM     | 370Nm             | 9,3s                      | 224 km/h       | FWD   |
| 40TDI                                     | 1968            | R4              | 204KM     | 400Nm             | 8,1s                      | 246 km/h       | FWD   |
| 40TDI quattro                             | 1968            | R4              | 204KM     | 400Nm             | 7,6s                      | 246 km/h       | AWD   |
| 50TDI quattro                             | 2967            | V6              | 286KM     | 620Nm             | 5,4s                      | 250 km/h       | AWD   |
| 55TDI quattro (tylko Allroad)             | 2967            | V6              | 349KM     | 700Nm             | 5,2s                      | 250 km/h       | AWD   |
| S6 TDI quattro (dostępny tylko w Europie) | 2967            | V6              | 349KM     | 700Nm             | 5,0s                      | 250 km/h       | AWD   |

## Szósta generacja

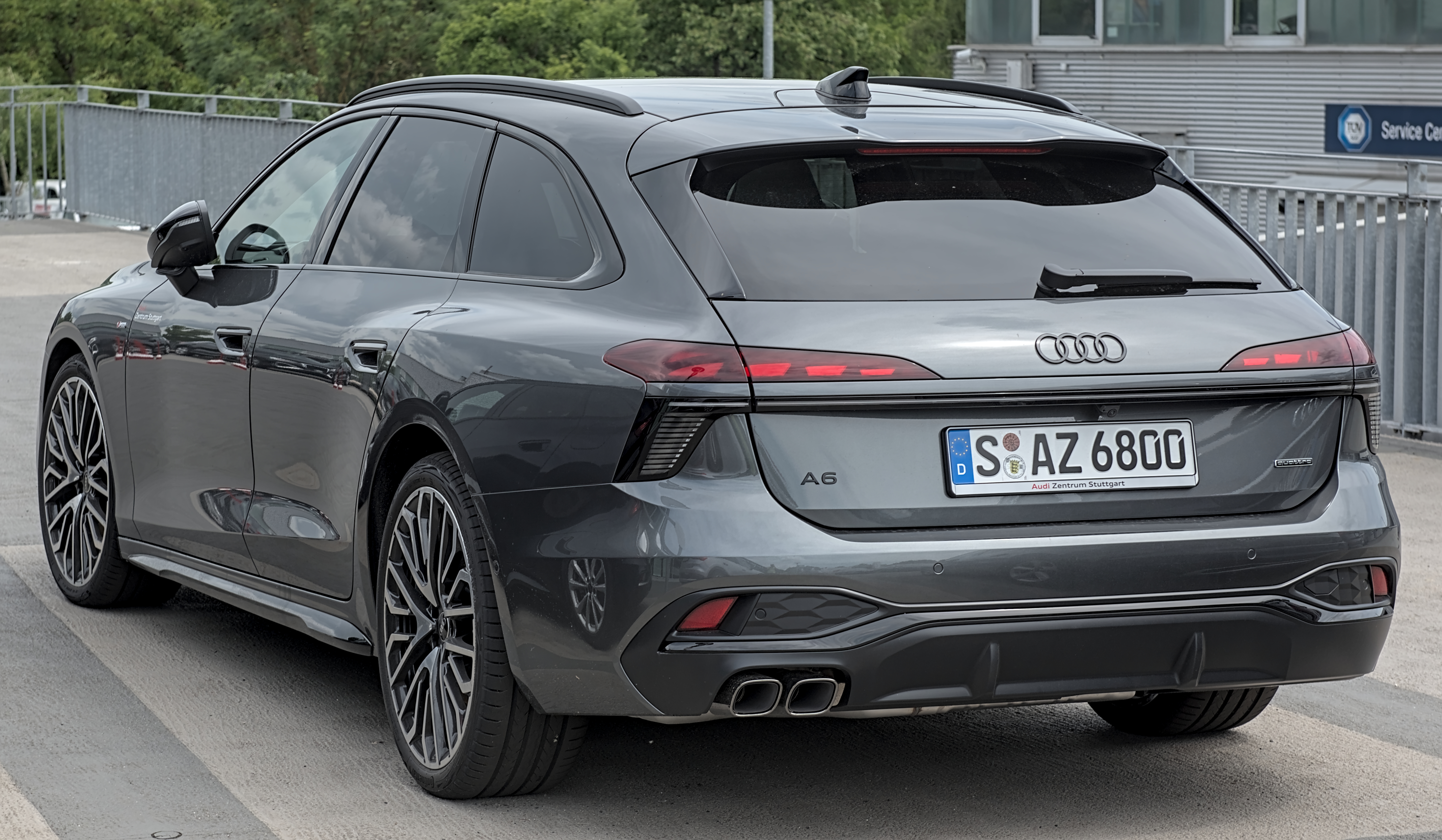
Audi A6 VI Avant (C9) – tył

Audi A6 VI zostało zaprezentowane po raz pierwszy w marcu 2025 roku.
A6 szóstej generacji otrzymało kod fabryczny C9. W przeciwieństwie do poprzedników nowa generacja najpierw została pokazana w wersji kombi Avant. Samochód oparto na platformie technicznej PPC (Premium Platform Combustion). W kwietniu 2025 roku, miesiąc po premierze kombi zaprezentowana została wersja sedan. Po raz pierwszy w ofercie znalazł się napęd plug-in hybrid. W porównaniu z poprzednikiem auto urosło i jest dłuższe. Nowy model zachował taki sam rozstaw osi co poprzednik. Wersja Avant trafiła do klientów pod koniec maja 2025 roku. Natomiast sprzedaż sedana rozpocznie latem 2025 roku. 

### Dane techniczne
| Wersja   | Pojemność [cm³] | Układ cylindrów | Maks. moc | Maks. moment obr. | Przyspieszenie 0–100 km/h | Prędkość maks. | Napęd       |
| -------- | --------------- | --------------- | --------- | ----------------- | ------------------------- | -------------- | ----------- |
| 2.0 TFSI | 1984            | R4              | 204 KM    | 340 Nm            | 8,3 s                     | 240 km/h       | Przednia oś |
| 3.0 TFSI | 2995            | V6              | 367 KM    | 550 Nm            | 4,7 s                     | 250 km/h       | quattro     |
| 2.0 TDI  | 1968            | R4              | 204 KM    | 400 Nm            | 7,9 s                     | 241 km/h       | Przednia oś |
| e-hybrid | 1984            | R4              | 252 KM    | 350 Nm            | 6 s                       | 250 km/h       | quattro     |